# Liste von Bergwerken im Harz
Die Liste von Bergwerken im Harz enthält eine Übersicht der Bergwerke, Stollen und Schächte im Harz und dessen Vorland.

## Geschichte
Der Bergbau auf Buntmetalle und Silber in der Montanregion Harz reicht bis in das erste Jahrtausend vor Christus zurück. Schlackenfunde in Düna belegen eine Verhüttung von Eisenerzen aus Bad Grund im ersten, sowie Oberharzer und Rammelsberger Erze im dritten Jahrhundert nach Christus. Die erste urkundliche Erwähnung des Harzer Bergbaus erfolgte durch Widukind von Corvey im Jahr 968.
In den folgenden Jahrhunderten wurden im Harz in mehreren Perioden vom Mittelalter bis in die Industriezeit neben Metall- und Eisenerzen Fluss- und Schwerspat, Kali- und Steinsalz, Dachschiefer, Gips, Schwefelkies, Braunkohle und sogar Steinkohle abgebaut.
Das vorerst letzte Harzer Bergwerk, die Grube Wolkenhügel in Bad Lauterberg, stellte 2007 ihren Betrieb ein. Im Gegensatz zu vielen anderen Gruben war die Lagerstätte erschöpft.

## Landkreis Goslar

### Altenau
| Name                                                             | Abbau von                                       | Lagerstätte/Revier                           | Größte Teufe                  | Länge   | Betreibende Gesellschaft                 | Beginn    | Ende | Geographische Lage           | Anmerkungen / Literatur |
| ---------------------------------------------------------------- | ----------------------------------------------- | -------------------------------------------- | ----------------------------- | ------- | ---------------------------------------- | --------- | ---- | ---------------------------- | --- |
| Alter Stollen                                                    |                                                 |                                              |                               |         | Gewerkschaft                             | 1532      | 1542 | 51° 46′ 50″ N, 10° 26′ 58″ O | auch Grube Altenau, oder Altenaw genannt |
| Grube Altenauer Hoffnung, (Südlicher) Altenauer Hoffnungsstollen | vermutlich silberhaltiger Bleiglanz             | Schatzkammergang,                            | 105 m                         | 190 m   |                                          | 1687      | 1769 | 51° 47′ 23″ N, 10° 27′ 36″ O | auch Grube Altenauer Glück genannt. Heutige Nutzung als Fledermausstollen                                                                                                   |
| Grube Altenauer Hoffnung, Querschlag-Rösche                      | silberhaltiger Bleiglanz                        | Bockswieser Gangzug, östlicher Abschnitt     |                               |         | Lehnschaft                               |           | 1769 | 51° 49′ 31″ N, 10° 26′ 54″ O | |
| Grube Altenauer Hoffnung, Stollen                                | silberhaltiger Bleiglanz                        | Bockswieser Gangzug, östlicher Abschnitt     |                               |         | Lehnschaft                               |           | 1769 | 51° 49′ 26″ N, 10° 26′ 50″ O | |
| Grube Altenauer Hoffnung, Stollen (Versuchsbau)                  |                                                 |                                              |                               |         |                                          |           |      | 51° 46′ 45″ N, 10° 26′ 45″ O | |
| Grube Aschers Segen                                              | Roteisenstein                                   | Bockswieser Gangzug, östlicher Abschnitt     |                               |         |                                          |           |      | 51° 49′ 14″ N, 10° 27′ 15″ O | |
| Grube Aschers Segen, Lehnschaft Aschers Segen                    | Roteisenstein                                   |                                              |                               |         |                                          |           |      | 51° 47′ 37″ N, 10° 27′ 32″ O | |
| Grube Bergmannstrost (Altenau)                                   | Roteisenstein                                   | Bockswieser Gangzug, östlicher Abschnitt     |                               |         |                                          |           |      | 51° 49′ 10″ N, 10° 27′ 5″ O  | |
| Grube Carl August, Schacht                                       | silberhaltiger Bleiglanz                        | Burgstätter Gangzug, östlicher Abschnitt     |                               |         | Fiskus, Preussag AG Metall               | um 1732   |      | 51° 48′ 11″ N, 10° 24′ 36″ O | |
| Grube Drei Könige                                                | Roteisenstein                                   | Bockswieser Gangzug, östlicher Abschnitt     |                               |         |                                          |           |      | 51° 49′ 15″ N, 10° 27′ 20″ O | |
| Grube Engels Crone                                               | vermutlich Roteisenstein                        | Bockswieser Gangzug, östlicher Abschnitt     |                               |         |                                          |           |      | 51° 49′ 12″ N, 10° 27′ 14″ O | |
| Grube Gerlachsbacher Glück, Gerlachsbach-Glück-Stollen           | vermutlich silberhaltiger Bleiglanz             | Burgstätter Gangzug, östlicher Abschnitt     | 141 m                         |         |                                          | 1741      | 1746 | 51° 47′ 27″ N, 10° 26′ 34″ O | |
| Grube Gnade Gottes (Altenau)                                     | Roteisenstein                                   | Bockswieser Gangzug, östlicher Abschnitt     | 218,5 m                       | 108,3 m | Lehnschaft                               | 1718      | 1738 | 51° 49′ 9″ N, 10° 27′ 4″ O   | |
| Grube Güldener Hirsch, Güldener-Hirsch-Stollen                   | vermutlich silberhaltiger Bleiglanz             | Burgstätter Gangzug, östlicher Abschnitt     | 220,4 m                       | 76 m    |                                          | 1716      | 1747 | 51° 47′ 14″ N, 10° 27′ 42″ O | |
| Grube Heinrich Christoph Finken, Stollen (Versuchsbau)           |                                                 |                                              |                               |         |                                          |           | 1770 | 51° 46′ 37″ N, 10° 26′ 48″ O | |
| Grube Herzog Carl, Tagesstollen Ost (Wasserlauf)                 | vermutlich silberhaltiger Bleiglanz             | Hahnenkleer Gangzug (Gemkentaler Gänge)      |                               |         |                                          |           |      | 51° 50′ 8″ N, 10° 28′ 40″ O  | |
| Grube Herzog Carl, Tagesstollen West (Wasserlauf)                | vermutlich silberhaltiger Bleiglanz             | Hahnenkleer Gangzug (Gemkentaler Gänge)      |                               |         | Lehnschaft                               |           |      | 51° 50′ 5″ N, 10° 28′ 16″ O  | |
| Grube Herzog Ernst-August, Stollen                               | silberhaltiger Bleiglanz                        | Burgstätter Gangzug, östlicher Abschnitt     |                               |         | Fiskus, Preussag AG Metall               |           |      | 51° 48′ 13″ N, 10° 24′ 30″ O | Die Gewerkschaft Herzog Ernst-August betrieb 1669 bis 1715 ein Bergwerk auf dem westlichen Burgstätter Gangzug und danach wenig erfolgreiche Sucharbeiten an anderen Orten. |
| Grube Hoffnung                                                   | vermutlich silberhaltiger Bleiglanz, Zinkblende | Schultaler Gangzug                           |                               |         | Lehnschaft                               |           |      | 51° 48′ 14″ N, 10° 27′ 56″ O | |
| Grube König Georg (Schultal)                                     | vermutlich silberhaltiger Bleiglanz             | Schultaler Gangzug                           |                               |         | Gewerkschaft                             |           |      | 51° 48′ 10″ N, 10° 28′ 40″ O | |
| Grube König Georg, Tagesstollen                                  | silberhaltiger Bleiglanz                        | Hahnenkleer Gangzug (Gemkentaler Gänge)      | 418 m                         |         | Lehnschaft, Gewerkschaft                 | 1662      | 1872 | 51° 50′ 5″ N, 10° 28′ 16″ O  | |
| Grube Lehnschaft Prinz Wilhelm                                   | vermutlich silberhaltiger Bleiglanz             | Schultaler Gangzug                           |                               |         | Lehnschaft                               |           |      | 51° 48′ 17″ N, 10° 26′ 44″ O | |
| Grube Lehnschaft Rosine, Stollen (Versuchsbau)                   |                                                 |                                              |                               |         |                                          |           | 1772 | 51° 46′ 58″ N, 10° 26′ 38″ O | |
| Grube Lehnschaft Segen Jakob                                     | vermutlich silberhaltiger Bleiglanz             | Haus Herzberger Gangzug, östlicher Abschnitt |                               |         | Lehnschaft, Fiskus                       |           |      | 51° 48′ 43″ N, 10° 26′ 11″ O | |
| Grube Löwenburg                                                  | silberhaltiger Bleiglanz, Zinkblende            | Schultaler Gangzug                           |                               |         | Lehnschaft, Fiskus                       |           |      | 51° 48′ 17″ N, 10° 25′ 28″ O | |
| Grube Neuer August                                               | Roteisenstein                                   | Bockswieser Gangzug, östlicher Abschnitt     |                               |         |                                          |           |      | 51° 49′ 15″ N, 10° 27′ 19″ O | |
| Grube Prinzessin Marie, Gesamtschacht                            | silberhaltiger Bleiglanz                        | Burgstätter Gangzug, östlicher Abschnitt     |                               |         | Fiskus, Preussag AG Metall               |           |      | 51° 48′ 12″ N, 10° 24′ 43″ O | Gemeinschaftlich mit Gruben Prinzessin Amalie und Carl-August und Herzog Ernst-August.                                                                                      |
| Grube Prinzessin Marie, Rösche                                   | silberhaltiger Bleiglanz                        | Burgstätter Gangzug, östlicher Abschnitt     |                               |         | Fiskus, Preussag AG Metall               |           |      | 51° 48′ 13″ N, 10° 24′ 51″ O | Gemeinschaftlich mit Gruben Prinzessin Amalie und Carl-August und Herzog Ernst-August.                                                                                      |
| Grube Prinzessin Marie und Herzog Ernst-August, Gesamtstrecke    | silberhaltiger Bleiglanz                        | Burgstätter Gangzug, östlicher Abschnitt     |                               |         | Fiskus, Preussag AG Metall               | 1732      | 1765 | 51° 47′ 58″ N, 10° 24′ 52″ O | |
| Grube Rabenthals Glück                                           | Roteisenstein                                   | Bockswieser Gangzug, östlicher Abschnitt     |                               |         |                                          |           |      | 51° 49′ 11″ N, 10° 27′ 9″ O  | |
| Grube Rose                                                       | silberhaltiger Bleiglanz, Zinkblende            | Schatzkammer Gang                            | 106 m                         | 104,5 m |                                          | 1570      | 1767 | 51° 47′ 43″ N, 10° 27′ 00″ O | |
| Grube Rosine                                                     | vermutlich silberhaltiger Bleiglanz             | Schatzkammer Gang                            |                               |         |                                          |           | 1797 | 51° 47′ 54″ N, 10° 27′ 00″ O | auch Rosina. |
| Grube Schatzkammer                                               | silberhaltiger Bleiglanz, Zinkblende            | Schatzkammer Gang                            | 242 m                         |         |                                          | 1570      | 1773 | 51° 47′ 52″ N, 10° 26′ 58″ O | |
| Grube Schatzkammer, Oberes Lichtloch                             | silberhaltiger Bleiglanz, Zinkblende            | Schatzkammer Gang                            |                               | 38 m    | Gewerkschaft, Fiskus                     | 1748      |      | 51° 48′ 4″ N, 10° 26′ 54″ O  | |
| Grube Schatzkammer, Oberstollen                                  | silberhaltiger Bleiglanz, Zinkblende            | Schatzkammer Gang                            |                               |         | Gewerkschaft, Fiskus                     |           | 1762 | 51° 47′ 56″ N, 10° 26′ 58″ O | |
| Grube Schatzkammer, Tagesrösche (1)                              | silberhaltiger Bleiglanz, Zinkblende            | Schatzkammer Gang                            |                               |         | Lehnschaft, Gewerkschaft, Fiskus         |           |      | 51° 48′ 10″ N, 10° 26′ 49″ O | |
| Grube Schatzkammer, Tagesrösche (2)                              | silberhaltiger Bleiglanz, Zinkblende            | Schatzkammer Gang                            |                               |         | Gewerkschaft, Fiskus                     |           |      | 51° 48′ 12″ N, 10° 26′ 48″ O | |
| Grube Segen Gottes oder Sonnenaufgang, Stollen                   | vermutlich silberhaltiger Bleiglanz             | Zellerfelder Gangzug, östlicher Abschnitt    |                               | 670 M   | Gewerkschaft, Lehnschaft                 | 1727      | 1745 | 51° 48′ 28″ N, 10° 26′ 11″ O | |
| Grube Silbergrube, Rösche                                        | silberhaltiger Bleiglanz                        | Haus Herzberger Gangzug, östlicher Abschnitt |                               |         | Lehnschaft, Fiskus                       |           |      | 51° 48′ 58″ N, 10° 26′ 13″ O | |
| Grube Silbergrube, Silbergruber Schacht                          | silberhaltiger Bleiglanz                        | Haus Herzberger Gangzug, östlicher Abschnitt |                               |         | Lehnschaft                               |           | 1753 | 51° 48′ 58″ N, 10° 26′ 10″ O | |
| Grube Silberlilie, Lilier Stollen                                | silberhaltiger Bleiglanz, Zinkblende            | Schultaler Gangzug                           | 127 m                         |         | Gewerkschaft, Fiskus                     | 1688      | 1740 | 51° 48′ 11″ N, 10° 28′ 21″ O | |
| Grube Silberlilie, Rösche                                        | silberhaltiger Bleiglanz, Zinkblende            | Schultaler Gangzug                           |                               |         | Gewerkschaft, Fiskus                     |           |      | 51° 48′ 11″ N, 10° 28′ 24″ O | |
| Grube Silberlilie, Silber Lilier Schacht                         | silberhaltiger Bleiglanz, Zinkblende            | Schultaler Gangzug                           |                               |         | Gewerkschaft                             | 1711      | 1773 | 51° 48′ 11″ N, 10° 28′ 28″ O | |
| Grube St. Andreas und König Balthasar                            | silberhaltiger Bleiglanz, Zinkblende            | Schultaler Gangzug                           |                               |         | Lehnschaft, Fiskus                       |           | 1745 | 51° 48′ 17″ N, 10° 25′ 13″ O | |
| Grube St. Johannes im Grünetal                                   | vermutlich silberhaltiger Bleiglanz             | Haus Herzberger Gangzug, östlicher Abschnitt |                               |         | Lehnschaft                               |           | 1650 | 51° 48′ 54″ N, 10° 25′ 25″ O | |
| Grube St. Jürgen, Schurfstollen (1)                              | silberhaltiger Bleiglanz                        | Bockswieser Gangzug, östlicher Abschnitt     |                               |         | Lehnschaft                               |           |      | 51° 49′ 20″ N, 10° 26′ 11″ O | |
| Grube St. Jürgen, Schurfstollen (2)                              | silberhaltiger Bleiglanz                        | Bockswieser Gangzug, östlicher Abschnitt     |                               |         | Lehnschaft                               |           |      | 51° 49′ 19″ N, 10° 26′ 11″ O | |
| Grube St. Jürgen, Schurfstollen (3)                              | vermutlich silberhaltiger Bleiglanz             | Bockswieser Gangzug, östlicher Abschnitt     |                               |         | Lehnschaft                               |           |      | 51° 49′ 18″ N, 10° 26′ 28″ O | |
| Grube Treuer Friedrich                                           | vermutlich silberhaltiger Bleiglanz             | Burgstätter Gangzug, östlicher Abschnitt     |                               |         |                                          | 1633      | 1756 | 51° 47′ 50″ N, 10° 26′ 23″ O | 1633–1745 Grube Altenauer Glück |
| Grube Wolfslilie, Wolfslilie-Stollen                             | vermutlich silberhaltiger Bleiglanz, Zinkblende | Schultaler Gangzug                           |                               |         | Lehnschaft                               | 1618      |      | 51° 48′ 21″ N, 10° 28′ 2″ O  | |
| Lehnschafts-Ort, Stollen                                         |                                                 |                                              |                               |         |                                          |           | 1766 | 51° 47′ 5″ N, 10° 27′ 47″ O  | |
| Lichtloch                                                        | vermutlich silberhaltiger Bleiglanz             | Burgstätter Gangzug, östlicher Abschnitt     |                               |         |                                          |           |      | 51° 47′ 25″ N, 10° 27′ 33″ O | |
| Rabenthals Stollen                                               | Roteisenstein                                   | Bockswieser Gangzug, östlicher Abschnitt     |                               |         |                                          |           |      | 51° 49′ 11″ N, 10° 27′ 11″ O | |
| Rösche (1)                                                       | vermutlich silberhaltiger Bleiglanz             | Burgstätter Gangzug, östlicher Abschnitt     |                               |         |                                          |           |      | 51° 47′ 27″ N, 10° 27′ 34″ O | |
| Rösche (2)                                                       | vermutlich silberhaltiger Bleiglanz             | Schultaler Gangzug                           |                               |         | Lehnschaft                               |           |      | 51° 48′ 17″ N, 10° 27′ 15″ O | |
| Röschenort (1)                                                   | vermutlich silberhaltiger Bleiglanz             | Burgstätter Gangzug, östlicher Abschnitt     |                               |         |                                          |           |      | 51° 47′ 25″ N, 10° 27′ 33″ O | |
| Röschenort (2)                                                   | vermutlich silberhaltiger Bleiglanz             | Burgstätter Gangzug, östlicher Abschnitt     |                               |         |                                          |           |      | 51° 47′ 24″ N, 10° 27′ 33″ O | |
| Schacht (1)                                                      | vermutlich silberhaltiger Bleiglanz             | Schultaler Gangzug                           |                               |         | Lehnschaft                               |           |      | 51° 48′ 12″ N, 10° 28′ 10″ O | |
| Schacht (2)                                                      | vermutlich silberhaltiger Bleiglanz             | Bockswieser Gangzug, östlicher Abschnitt     |                               |         | Lehnschaft                               |           |      | 51° 49′ 12″ N, 10° 27′ 49″ O | |
| Schacht an der Hune (1)                                          | vermutlich silberhaltiger Bleiglanz             | Hahnenkleer Gangzug (Gemkentaler Gänge)      |                               |         | Lehnschaft                               |           |      | 51° 50′ 1″ N, 10° 28′ 42″ O  | |
| Schacht an der Hune (2)                                          | vermutlich silberhaltiger Bleiglanz             | Hahnenkleer Gangzug (Gemkentaler Gänge)      |                               |         | Lehnschaft                               |           |      | 51° 50′ 1″ N, 10° 28′ 43″ O  | |
| Schachtpinge bei Grube König Georg                               | vermutlich silberhaltiger Bleiglanz, Zinkblende | Schultaler Gangzug                           |                               |         | Gewerkschaft                             |           |      | 51° 48′ 10″ N, 10° 28′ 37″ O | |
| Schultaler Tiefer Stollen                                        | silberhaltiger Bleiglanz, Zinkblende            | Schultaler Gangzug                           | 105 m (Grube Altenauer Glück) | 1.740 m | Lehnschaft, Gewerkschaft, Fiskus         | 1716–1737 |      | 51° 48′ 17″ N, 10° 27′ 18″ O | Wasserlösungsstollen, Bauzeit: 1716 bis 1738. |
| Schultaler Tiefer Stollen, Lichtloch                             | silberhaltiger Bleiglanz, Zinkblende            | Schultaler Gangzug                           |                               |         | Gewerkschaft, Fiskus                     |           |      | 51° 48′ 17″ N, 10° 27′ 20″ O | |
| Schultaler Tiefer Stollen, Rösche                                | silberhaltiger Bleiglanz, Zinkblende            | Schultaler Gangzug                           |                               |         | Gewerkschaft, Fiskus                     |           |      | 51° 48′ 14″ N, 10° 28′ 3″ O  | |
| Schultaler Tiefer Stollen, Schultaler Stollens-Lichtloch         | silberhaltiger Bleiglanz, Zinkblende            | Schultaler Gangzug                           |                               |         | Gewerkschaft, Fiskus                     |           |      | 51° 48′ 13″ N, 10° 28′ 3″ O  | |
| Grube Haus Bülow                                                 | vermutlich silberhaltiger Bleiglanz             | Zellerfelder Gangzug, östlicher Abschnitt    | 60 m                          | 22 m    | Lehnschaft                               | 1745      | 1757 | 51° 48′ 34″ N, 10° 26′ 11″ O | |
| Grube Haus Fürstenstein                                          | vermutlich silberhaltiger Bleiglanz             | Zellerfelder Gangzug, östlicher Abschnitt    |                               |         | Lehnschaft                               | 1716      |      | 51° 48′ 32″ N, 10° 26′ 10″ O | |
| Stollen (3)                                                      | vermutlich silberhaltiger Bleiglanz             | Bockswieser Gangzug, östlicher Abschnitt     |                               |         | Lehnschaft                               |           |      | 51° 49′ 12″ N, 10° 27′ 54″ O | |
| Stollen (4)                                                      | vermutlich silberhaltiger Bleiglanz             | Bockswieser Gangzug, östlicher Abschnitt     |                               |         |                                          |           |      | 51° 49′ 13″ N, 10° 27′ 19″ O | |
| Stollen (5)                                                      |                                                 | Bockswieser Gangzug, östlicher Abschnitt     |                               |         | Lehnschaft                               |           |      | 51° 49′ 20″ N, 10° 27′ 41″ O | |
| Stollen (6)                                                      |                                                 | Bockswieser Gangzug, östlicher Abschnitt     |                               |         | Lehnschaft                               |           |      | 51° 49′ 17″ N, 10° 27′ 25″ O | |
| Stollen an der Hune                                              | vermutlich silberhaltiger Bleiglanz             | Hahnenkleer Gangzug (Gemkentaler Gänge)      |                               |         | Lehnschaft                               |           |      | 51° 50′ 1″ N, 10° 28′ 41″ O  | |
| Stollen (Versuchsbau)                                            | vermutlich silberhaltiger Bleiglanz             | Burgstätter Gangzug, östlicher Abschnitt     |                               |         |                                          |           |      | 51° 47′ 38″ N, 10° 27′ 36″ O | |
| Tiefer Schatzkammer-Stollen                                      | silberhaltiger Bleiglanz, Zinkblende            | Schatzkammer Gang                            | 67 m                          | 1.520 m | Gewerkschaft, Fiskus                     | 1739–1750 |      | 51° 48′ 21″ N, 10° 26′ 19″ O | Wasserlösungs- und Untersuchungsstollen. Während des Zweiten Weltkriegs als Schutzraum genutzt.                                                                             |
| Tiefer Schatzkammer-Stollen, Mittleres Lichtloch                 | silberhaltiger Bleiglanz, Zinkblende            | Schatzkammer Gang                            |                               |         | Gewerkschaft                             |           |      | 51° 48′ 11″ N, 10° 26′ 45″ O | |
| Tiefer Schatzkammer-Stollen, Tagesstollen zum Unteren Lichtloch  | silberhaltiger Bleiglanz                        | Schatzkammer Gang                            |                               |         | Gewerkschaft, Fiskus, Preussag AG Metall | 1742      |      | 51° 48′ 12″ N, 10° 26′ 34″ O | |
| Tiefer Schatzkammer-Stollen, Unteres Lichtloch (Blindschacht)    | silberhaltiger Bleiglanz                        | Schatzkammer Gang                            |                               |         | Gewerkschaft, Fiskus, Preussag AG Metall | 1743      |      | 51° 48′ 12″ N, 10° 26′ 33″ O | |
| Tiefer Stollen                                                   | vermutlich silberhaltiger Bleiglanz             | Haus Herzberger Gangzug, östlicher Abschnitt |                               |         | Lehnschaft                               |           |      | 51° 49′ 8″ N, 10° 26′ 23″ O  | |
| Tiefer Stollen, Tagesbruch                                       | vermutlich silberhaltiger Bleiglanz             | Haus Herzberger Gangzug, östlicher Abschnitt |                               |         | Lehnschaft, Fiskus                       |           |      | 51° 49′ 3″ N, 10° 26′ 6″ O   | |

### Bad Harzburg
| Name             | Abbau von | Lagerstätte/Revier | Größte Teufe | Länge | Betreibende Gesellschaft | Beginn | Ende | Geographische Lage           | Anmerkungen / Literatur |
| ---------------- | --------- | ------------------ | ------------ | ----- | ------------------------ | ------ | ---- | ---------------------------- | ----------------------- |
| Grube Friederike | Eisenerz  | Harzvorland        | 409 m        |       | Harz-Lahn-Erzbergbau AG  | 1861   | 1963 | 51° 52′ 59″ N, 10° 32′ 52″ O | [ 5 ]                   |
| Grube Hansa      | Eisenerz  | Harzvorland        | 273 m        |       | Harz-Lahn-Erzbergbau AG  | 1861   | 1960 | 51° 54′ 16″ N, 10° 30′ 48″ O | [ 6 ]                   |

### Clausthal-Zellerfeld
→ Liste von Bergwerken in Clausthal-Zellerfeld

#### Buntenbock
| Name                                                                | Abbau von                | Lagerstätte/Revier                      | Größte Teufe | Länge | Betreibende Gesellschaft | Beginn | Ende | Geographische Lage                                           | Anmerkungen / Literatur                                                   |
| ------------------------------------------------------------------- | ------------------------ | --------------------------------------- | ------------ | ----- | ------------------------ | ------ | ---- | ------------------------------------------------------------ | ------------------------------------------------------------------------- |
| Alter Wasserlauf, Lichtloch (1)                                     |                          | Oberharzer Wasserregal                  |              |       |                          |        |      | 51° 46′ 39″ N, 10° 19′ 18″ O                                 |                                                                           |
| Alter Wasserlauf, Lichtloch (2)                                     |                          | Oberharzer Wasserregal                  |              |       |                          |        |      | 51° 46′ 39″ N, 10° 19′ 24″ O                                 |                                                                           |
| Alter Wasserlauf, Lichtloch (3)                                     |                          | Oberharzer Wasserregal                  |              |       |                          |        |      | 51° 46′ 40″ N, 10° 19′ 31″ O                                 |                                                                           |
| Altes Ort                                                           | vermutlich Roteisenstein | vermutlich Oberharzer Diabaszug         |              |       |                          |        |      | 51° 46′ 24″ N, 10° 19′ 7″ O                                  |                                                                           |
| Grube Antoinette-Luise, Rösche                                      |                          |                                         |              |       |                          |        | 1770 | 51° 46′ 27″ N, 10° 19′ 43″ O                                 |                                                                           |
| Grube Antoinette-Luise, Schacht                                     |                          |                                         |              |       |                          |        |      | 51° 46′ 27″ N, 10° 19′ 43″ O                                 |                                                                           |
| Drei-Brüder-Stollen, Lichtloch                                      | Roteisenstein            | Oberharzer Diabaszug / Lerbacher Revier |              |       |                          |        |      | 51° 46′ 14″ N, 10° 20′ 6″ O                                  |                                                                           |
| Grube 1. und 2. Weinschenker-Aufnahme, Künstels-Schacht             | Roteisenstein            | Oberharzer Diabaszug / Lerbacher Revier |              |       |                          |        | 1844 | 51° 46′ 12″ N, 10° 19′ 59″ O                                 |                                                                           |
| Grube Abendröthe (Lerbach), Abendröthe-Stollen                      | vermutlich Roteisenstein | Oberharzer Diabaszug / Lerbacher Revier |              |       |                          |        | 1813 | 51° 46′ 47″ N, 10° 22′ 14″ O                                 |                                                                           |
| Grube Abendröthe (Lerbach), Schacht                                 | vermutlich Roteisenstein | Oberharzer Diabaszug / Lerbacher Revier |              |       |                          |        | 1813 | 51° 46′ 47″ N, 10° 22′ 12″ O                                 |                                                                           |
| Grube August Sophie / Neue Friedrichszeche, Versuchsort             | vermutlich Roteisenstein | Oberharzer Diabaszug / Lerbacher Revier |              |       |                          |        |      | 51° 46′ 41″ N, 10° 22′ 3″ O                                  |                                                                           |
| Grube Bergmanns Glück (Buntenbock), Schacht (1)                     | vermutlich Roteisenstein | Oberharzer Diabaszug / Lerbacher Revier |              |       |                          |        | 1803 | 51° 46′ 36″ N, 10° 21′ 28″ O                                 |                                                                           |
| Grube Bergmanns Glück (Buntenbock), Schacht (2)                     | vermutlich Roteisenstein | Oberharzer Diabaszug / Lerbacher Revier |              |       |                          |        | 1803 | 51° 46′ 35″ N, 10° 21′ 26″ O                                 |                                                                           |
| Grube Bergmanns Glück (Buntenbock), Schacht (3)                     | vermutlich Roteisenstein | Oberharzer Diabaszug / Lerbacher Revier |              |       |                          |        | 1803 | 51° 46′ 35″ N, 10° 21′ 25″ O                                 |                                                                           |
| Grube Beständigkeit, Versuchsbaue Eigenlöhner                       | vermutlich Roteisenstein | Oberharzer Diabaszug / Lerbacher Revier |              |       |                          |        | 1795 | 51° 46′ 48″ N, 10° 22′ 8″ O                                  |                                                                           |
| Grube Braune Lilie (Buntenbock)                                     | vermutlich Roteisenstein | Oberharzer Diabaszug / Lerbacher Revier |              |       |                          |        | 1803 | 51° 46′ 40″ N, 10° 21′ 14″ O                                 |                                                                           |
| Grube Braune Lilie (Buntenbock), Schacht (1)                        | vermutlich Roteisenstein | Oberharzer Diabaszug / Lerbacher Revier |              |       |                          |        | 1803 | 51° 46′ 41″ N, 10° 21′ 15″ O                                 |                                                                           |
| Grube Braune Lilie (Buntenbock), Schacht (2)                        | vermutlich Roteisenstein | Oberharzer Diabaszug / Lerbacher Revier |              |       |                          |        | 1803 | 51° 46′ 41″ N, 10° 21′ 15″ O                                 |                                                                           |
| Grube Brauner Bär, Lichtloch                                        | vermutlich Roteisenstein | Oberharzer Diabaszug / Lerbacher Revier |              |       |                          |        |      | 51° 46′ 35″ N, 10° 21′ 12″ O                                 |                                                                           |
| Grube Brauner Bär, Stollen                                          | vermutlich Roteisenstein | Oberharzer Diabaszug / Lerbacher Revier |              |       |                          |        |      | 51° 46′ 37″ N, 10° 21′ 11″ O                                 |                                                                           |
| Grube Drei rechte Brüder                                            | vermutlich Roteisenstein | Oberharzer Diabaszug / Lerbacher Revier |              |       |                          |        | 1844 | 51° 46′ 41″ N, 10° 21′ 43″ O                                 |                                                                           |
| Grube Friedrichszeche, Oberer Friedrichszecher Stollen              | vermutlich Roteisenstein | Oberharzer Diabaszug / Lerbacher Revier |              |       |                          |        | 1880 | 51° 46′ 44″ N, 10° 22′ 14″ O                                 |                                                                           |
| Grube Friedrichszeche, Tiefer Friedrichszecher Stollen              | vermutlich Roteisenstein | Oberharzer Diabaszug / Lerbacher Revier |              |       |                          |        | 1865 | 51° 46′ 42″ N, 10° 22′ 20″ O                                 |                                                                           |
| Grube Frischaufsglück                                               | vermutlich Roteisenstein | Oberharzer Diabaszug / Lerbacher Revier |              |       |                          |        | 1863 | 51° 46′ 46″ N, 10° 22′ 14″ O                                 |                                                                           |
| Grube Frischaufsglück, Grünberger oder Frischaufsglücker Tagstollen | vermutlich Roteisenstein | Oberharzer Diabaszug / Lerbacher Revier |              |       |                          |        | 1863 | 51° 46′ 45″ N, 10° 22′ 18″ O                                 |                                                                           |
| Grube Goldener Schwan                                               | vermutlich Roteisenstein | Oberharzer Diabaszug / Lerbacher Revier |              |       |                          |        | 1844 | 51° 46′ 42″ N, 10° 22′ 4″ O                                  |                                                                           |
| Grube Goldener Schwan, Lichtschacht                                 | Roteisenstein            | Oberharzer Diabaszug / Lerbacher Revier |              |       |                          |        | 1844 | 51° 46′ 42″ N, 10° 22′ 6″ O                                  |                                                                           |
| Grube Güldener Löwe (Buntenbock)                                    |                          |                                         |              |       |                          |        | 1773 | 51° 46′ 21″ N, 10° 18′ 7″ O                                  |                                                                           |
| Grube Güte des Herrn (Buntenbock)                                   |                          |                                         |              |       |                          |        | 1772 | 51° 46′ 22″ N, 10° 18′ 9″ O                                  |                                                                           |
| Grube Hedwig Friedrich und Julia Claus, Tagerösche                  | vermutlich Roteisenstein | Oberharzer Diabaszug / Lerbacher Revier |              |       |                          |        |      | 51° 46′ 42″ N, 10° 20′ 32″ O                                 |                                                                           |
| Grube Hedwig Friedrich und Julia Claus, Tageschacht                 | vermutlich Roteisenstein | Oberharzer Diabaszug / Lerbacher Revier |              |       |                          |        | 1780 | 51° 46′ 41″ N, 10° 20′ 32″ O                                 |                                                                           |
| Grube Herbstglück, Herbstglück-Lichtloch                            | vermutlich Roteisenstein | Oberharzer Diabaszug / Lerbacher Revier |              |       |                          |        | 1844 | 51° 46′ 40″ N, 10° 21′ 14″ O                                 |                                                                           |
| Grube Herbstglück, verbrochene Rösche                               | vermutlich Roteisenstein | Oberharzer Diabaszug / Lerbacher Revier |              |       |                          |        | 1844 | 51° 46′ 39″ N, 10° 21′ 12″ O                                 |                                                                           |
| Grube Kehr Zu Glück                                                 | vermutlich Roteisenstein | Oberharzer Diabaszug / Lerbacher Revier |              |       |                          |        | 1848 | 51° 46′ 45″ N, 10° 21′ 51″ O                                 |                                                                           |
| Grube Kleine Zeche, Schacht                                         |                          |                                         |              |       |                          |        |      | 51° 46′ 10″ N, 10° 19′ 45″ O                                 |                                                                           |
| Grube Kupfer Trumm, Rösche                                          |                          |                                         |              |       |                          |        |      | 51° 46′ 10″ N, 10° 19′ 42″ O                                 |                                                                           |
| Grube Louise, Louiser Tagschacht                                    | Roteisenstein            | Oberharzer Diabaszug / Lerbacher Revier |              |       |                          |        | 1867 | 51° 46′ 42″ N, 10° 22′ 7″ O                                  |                                                                           |
| Grube Louise, Mittlerer Stollen                                     | vermutlich Roteisenstein | Oberharzer Diabaszug / Lerbacher Revier |              |       |                          |        | 1867 | 51° 46′ 40″ N, 10° 22′ 11″ O                                 |                                                                           |
| Grube Louise, Oberer Stollen                                        | vermutlich Roteisenstein | Oberharzer Diabaszug / Lerbacher Revier |              |       |                          |        | 1862 | 51° 46′ 42″ N, 10° 22′ 9″ O                                  | auch Neuer Friedrichszecher oder Oberer Friedrichszecher Stollen genannt. |
| Grube Louise, Rösche                                                | vermutlich Roteisenstein | Oberharzer Diabaszug / Lerbacher Revier |              |       |                          |        | 1867 | 51° 46′ 42″ N, 10° 22′ 9″ O                                  |                                                                           |
| Grube Louise, Tiefer Stollen                                        | vermutlich Roteisenstein | Oberharzer Diabaszug / Lerbacher Revier |              |       |                          |        | 1867 | 51° 46′ 40″ N, 10° 22′ 14″ O                                 |                                                                           |
| Grube Louise, verbr. Louise                                         | vermutlich Roteisenstein | Oberharzer Diabaszug / Lerbacher Revier |              |       |                          |        |      | 51° 46′ 44″ N, 10° 22′ 9″ O                                  |                                                                           |
| Grube Morgenröthe (Buntenbock), Lichtloch                           | vermutlich Roteisenstein | Oberharzer Diabaszug / Lerbacher Revier |              |       |                          |        | 1844 | 51° 46′ 39″ N, 10° 21′ 51″ O                                 |                                                                           |
| Grube Morgenröthe (Buntenbock), Morgenröthe-Stollen (1)             | vermutlich Roteisenstein | Oberharzer Diabaszug / Lerbacher Revier |              |       |                          |        | 1844 | 51° 46′ 37″ N, 10° 21′ 50″ O                                 |                                                                           |
| Grube Morgenröthe (Buntenbock), Morgenröthe-Stollen (2)             | vermutlich Roteisenstein | Oberharzer Diabaszug / Lerbacher Revier |              |       |                          |        | 1844 | 51° 46′ 40″ N, 10° 21′ 54″ O                                 |                                                                           |
| Grube Morgenröthe (Buntenbock), Schacht                             | vermutlich Roteisenstein | Oberharzer Diabaszug / Lerbacher Revier |              |       |                          |        | 1844 | 51° 46′ 42″ N, 10° 21′ 54″ O                                 |                                                                           |
| Grube Morgenröthe (Buntenbock), Schacht Morgenröthe                 | vermutlich Roteisenstein | Oberharzer Diabaszug / Lerbacher Revier |              |       |                          |        | 1844 | 51° 46′ 40″ N, 10° 21′ 52″ O                                 |                                                                           |
| Grube Morgenröthe (Buntenbock), Schacht (Versuchsbau)               | vermutlich Roteisenstein | Oberharzer Diabaszug / Lerbacher Revier |              |       |                          |        | 1844 | 51° 46′ 40″ N, 10° 21′ 53″ O                                 |                                                                           |
| Grube Neuer August, Schacht (1)                                     | vermutlich Roteisenstein | Oberharzer Diabaszug / Lerbacher Revier |              |       |                          |        | 1840 | 51° 46′ 41″ N, 10° 21′ 36″ O                                 |                                                                           |
| Grube Neuer August, Schacht (2)                                     | vermutlich Roteisenstein | Oberharzer Diabaszug / Lerbacher Revier |              |       |                          |        | 1840 | 51° 46′ 41″ N, 10° 21′ 37″ O                                 |                                                                           |
| Grube Neuer Schwan                                                  | vermutlich Roteisenstein | Oberharzer Diabaszug / Lerbacher Revier |              |       |                          |        | 1844 | 51° 46′ 42″ N, 10° 22′ 4″ O                                  |                                                                           |
| Grube Neuer Segen Gottes, Schacht                                   | vermutlich Roteisenstein | Oberharzer Diabaszug / Lerbacher Revier |              |       |                          |        |      | 51° 46′ 34″ N, 10° 21′ 14″ O                                 |                                                                           |
| Grube Neue Wege, 3. Weinschenker Aufnahme                           | Roteisenstein            | Oberharzer Diabaszug / Lerbacher Revier |              |       |                          |        | 1813 | 51° 46′ 8″ N, 10° 19′ 54″ O                                  |                                                                           |
| Grube Neue Wege, Obere Neue Wege oder Weinschenker Aufnahme         | Roteisenstein            | Oberharzer Diabaszug / Lerbacher Revier |              |       |                          |        | 1844 | 51° 46′ 13″ N, 10° 19′ 58″ O                                 |                                                                           |
| Grube Neue Wege, Unterer Schacht                                    | Roteisenstein            | Oberharzer Diabaszug / Lerbacher Revier |              |       |                          |        | 1813 | 51° 46′ 9″ N, 10° 19′ 55″ O                                  |                                                                           |
| Grube Neue Zeche, Schacht                                           |                          |                                         |              |       |                          |        |      | 51° 46′ 11″ N, 10° 19′ 45″ O                                 |                                                                           |
| Grube Neu Versuchtes Glück                                          | vermutlich Roteisenstein | Oberharzer Diabaszug / Lerbacher Revier |              |       |                          |        | 1844 | 51° 46′ 45″ N, 10° 21′ 48″ O                                 |                                                                           |
| Grube Neu Versuchtes Glück, Lichtloch                               | vermutlich Roteisenstein | Oberharzer Diabaszug / Lerbacher Revier |              |       |                          |        |      | 51° 46′ 47″ N, 10° 21′ 50″ O                                 |                                                                           |
| Grube (Unteres) Neu Versuchtes Glück, Lichtschacht                  | vermutlich Roteisenstein | Oberharzer Diabaszug / Lerbacher Revier |              |       |                          |        |      | 51° 46′ 42″ N, 10° 21′ 47″ O                                 |                                                                           |
| Grube Neu Versuchtes Glück, Oberes Neu Versuchtes Glück             | vermutlich Roteisenstein | Oberharzer Diabaszug / Lerbacher Revier |              |       |                          |        | 1862 | 51° 46′ 47″ N, 10° 21′ 51″ O                                 |                                                                           |
| Grube Neu Versuchtes Glück, Schacht                                 | Roteisenstein            | Oberharzer Diabaszug / Lerbacher Revier |              |       |                          |        |      | 51° 46′ 43″ N, 10° 21′ 47″ O                                 |                                                                           |
| Grube (Oberes) Neu Versuchtes Glück, Stollen                        | vermutlich Roteisenstein | Oberharzer Diabaszug / Lerbacher Revier |              |       |                          |        | 1874 | 51° 46′ 48″ N, 10° 21′ 49″ O                                 |                                                                           |
| Grube Neu Versuchtes Glück, Unteres Neu Versuchtes Glück            | vermutlich Roteisenstein | Oberharzer Diabaszug / Lerbacher Revier |              |       |                          |        |      | 51° 46′ 44″ N, 10° 21′ 47″ O                                 |                                                                           |
| Grube Palmbaum                                                      | vermutlich Roteisenstein | Oberharzer Diabaszug / Lerbacher Revier |              |       |                          |        | 1844 | 51° 46′ 44″ N, 10° 21′ 50″ O                                 |                                                                           |
| Grube Rechte Drei Brüder, Neuer Schacht                             | Roteisenstein            | Oberharzer Diabaszug / Lerbacher Revier |              |       |                          |        | 1844 | 51° 46′ 13″ N, 10° 20′ 3″ O                                  |                                                                           |
| Grube Sieh Dich Für, Lichtloch                                      | vermutlich Roteisenstein | Oberharzer Diabaszug / Lerbacher Revier |              |       |                          |        |      | 51° 46′ 40″ N, 10° 21′ 42″ O                                 |                                                                           |
| Grube St. Anna (Buntenbock)                                         | vermutlich Roteisenstein | Oberharzer Diabaszug / Lerbacher Revier |              |       |                          |        | 1844 | 51° 46′ 44″ N, 10° 21′ 49″ O                                 |                                                                           |
| Grube Sybille, Kehrzugs Oberer Stollen                              | vermutlich Roteisenstein | Oberharzer Diabaszug / Lerbacher Revier |              |       |                          |        | 1844 | 51° 46′ 37″ N, 10° 21′ 39″ O                                 | auch Grube Siebille.                                                      |
| Grube Sybille, Kehrzugs Tiefer Stollen                              | vermutlich Roteisenstein | Oberharzer Diabaszug / Lerbacher Revier |              |       |                          |        | 1844 | 51° 46′ 33″ N, 10° 21′ 35″ O                                 | auch Grube Siebille.                                                      |
| Grube Sybille, Kunst- und Ziehschacht                               | Roteisenstein            | Oberharzer Diabaszug / Lerbacher Revier |              |       |                          |        | 1844 | 51° 46′ 40″ N, 10° 21′ 43″ O                                 | auch Grube Siebille.                                                      |
| Grube Sybille, Lichtloch (1)                                        | vermutlich Roteisenstein | Oberharzer Diabaszug / Lerbacher Revier |              |       |                          |        | 1844 | 51° 46′ 36″ N, 10° 21′ 36″ O                                 | auch Grube Siebille.                                                      |
| Grube Sybille, Lichtloch (2)                                        | vermutlich Roteisenstein | Oberharzer Diabaszug / Lerbacher Revier |              |       |                          |        | 1844 | 51° 46′ 39″ N, 10° 21′ 39″ O                                 | auch Grube Siebille.                                                      |
| Grube Sybille, Lichtloch Tiefer Stollen                             | vermutlich Roteisenstein | Oberharzer Diabaszug / Lerbacher Revier |              |       |                          |        |      | 51° 46′ 38″ N, 10° 21′ 40″ O                                 | auch Grube Siebille.                                                      |
| Grube Sybille, Radstubenstollen                                     | vermutlich Roteisenstein | Oberharzer Diabaszug / Lerbacher Revier |              |       |                          |        |      | 51° 46′ 29″ N, 10° 21′ 24″ O 51.774722222222 10.356666666667 | auch Grube Siebille.                                                      |
| Grube Sybille, Sybille Fundschacht                                  | vermutlich Roteisenstein | Oberharzer Diabaszug / Lerbacher Revier |              |       |                          |        | 1844 | 51° 46′ 38″ N, 10° 21′ 36″ O                                 | auch Grube Siebille.                                                      |
| Grube Verbindlichkeit                                               |                          |                                         |              |       |                          |        |      | 51° 46′ 10″ N, 10° 19′ 44″ O                                 |                                                                           |
| Grube Verlust und Gewinn, Stollen (1)                               | vermutlich Roteisenstein | Oberharzer Diabaszug / Lerbacher Revier |              |       |                          |        | 1781 | 51° 46′ 21″ N, 10° 20′ 10″ O                                 |                                                                           |
| Grube Verlust und Gewinn, Stollen (2)                               | vermutlich Roteisenstein | Oberharzer Diabaszug / Lerbacher Revier |              |       |                          |        | 1781 | 51° 46′ 19″ N, 10° 20′ 8″ O                                  |                                                                           |
| Grube Weintraube                                                    | Roteisenstein            | Oberharzer Diabaszug / Lerbacher Revier |              |       |                          | 1787   | 1861 | 51° 46′ 41″ N, 10° 21′ 41″ O                                 |                                                                           |
| Grube Ziegenbergs Aufnahme, Alter Stollen                           | vermutlich Roteisenstein | Oberharzer Diabaszug / Lerbacher Revier |              |       |                          |        | 1874 | 51° 46′ 42″ N, 10° 20′ 32″ O                                 |                                                                           |
| Grube Ziegenbergs Aufnahme, Lichtloch (1)                           | vermutlich Roteisenstein | Oberharzer Diabaszug / Lerbacher Revier |              |       |                          |        | 1874 | 51° 46′ 40″ N, 10° 20′ 32″ O                                 |                                                                           |
| Grube Ziegenbergs Aufnahme, Lichtloch (2)                           | vermutlich Roteisenstein | Oberharzer Diabaszug / Lerbacher Revier |              |       |                          |        | 1874 | 51° 46′ 38″ N, 10° 20′ 36″ O                                 |                                                                           |
| Grube Ziegenbergs Aufnahme, Lichtloch (3)                           | vermutlich Roteisenstein | Oberharzer Diabaszug / Lerbacher Revier |              |       |                          |        | 1874 | 51° 46′ 35″ N, 10° 20′ 45″ O                                 |                                                                           |
| Grube Ziegenbergs Aufnahme, Schacht                                 | vermutlich Roteisenstein | Oberharzer Diabaszug / Lerbacher Revier |              |       |                          |        | 1874 | 51° 46′ 33″ N, 10° 20′ 40″ O                                 |                                                                           |
| Grube Ziegenbergs Aufnahme, Stollen                                 | vermutlich Roteisenstein | Oberharzer Diabaszug / Lerbacher Revier |              |       |                          |        | 1874 | 51° 46′ 39″ N, 10° 20′ 35″ O                                 |                                                                           |
| Hundelöcher                                                         |                          |                                         |              |       |                          |        |      | 51° 46′ 20″ N, 10° 17′ 31″ O                                 |                                                                           |
| Lichtschacht                                                        |                          |                                         |              |       |                          |        |      | 51° 46′ 52″ N, 10° 19′ 44″ O                                 |                                                                           |
| Rechte-Drei-Brüder-Fundschacht                                      | Roteisenstein            | Oberharzer Diabaszug / Lerbacher Revier |              |       |                          |        | 1844 | 51° 46′ 13″ N, 10° 20′ 1″ O                                  |                                                                           |
| Rösche                                                              |                          |                                         |              |       |                          |        |      | 51° 47′ 00″ N, 10° 19′ 34″ O                                 |                                                                           |
| Schacht                                                             |                          |                                         |              |       |                          |        | 1756 | 51° 47′ 00″ N, 10° 19′ 32″ O                                 |                                                                           |
| Schacht (Versuchsort)                                               | vermutlich Roteisenstein | Oberharzer Diabaszug / Lerbacher Revier |              |       |                          |        |      | 51° 46′ 47″ N, 10° 21′ 46″ O                                 |                                                                           |
| Stollen (1)                                                         | vermutlich Roteisenstein | Oberharzer Diabaszug / Lerbacher Revier |              |       |                          |        | 1844 | 51° 46′ 48″ N, 10° 21′ 44″ O                                 |                                                                           |
| Stollen (2)                                                         |                          |                                         |              |       |                          |        |      | 51° 47′ 4″ N, 10° 19′ 3″ O                                   |                                                                           |
| Versuchsort (Untersuchung auf Eisenstein)                           | Roteisenstein            | Oberharzer Diabaszug / Lerbacher Revier |              |       |                          |        | 1844 | 51° 46′ 15″ N, 10° 20′ 9″ O                                  |                                                                           |
| Versuchsort und Drei-Brüder-Stollen (Untersuchung auf Eisenstein)   | Roteisenstein            | Oberharzer Diabaszug / Lerbacher Revier |              |       |                          |        | 1844 | 51° 46′ 15″ N, 10° 20′ 7″ O                                  |                                                                           |
| Wasserlauf (1)                                                      |                          | Oberharzer Wasserregal                  |              |       |                          |        |      | 51° 46′ 39″ N, 10° 19′ 8″ O                                  |                                                                           |
| Wasserlauf (2)                                                      |                          | Oberharzer Wasserregal                  |              |       |                          |        |      | 51° 46′ 40″ N, 10° 19′ 40″ O                                 |                                                                           |

### Goslar
→ Liste von Bergwerken in der Umgebung von Goslar

#### Hahnenklee-Bockswiese
→ Liste von Bergwerken in der Umgebung von Goslar

### Lautenthal
| Name                                                                      | Abbau von                            | Lagerstätte/Revier          | Größte Teufe | Länge  | Betreibende Gesellschaft    | Beginn   | Ende        | Geographische Lage           | Anmerkungen / Literatur                                                                   |
| ------------------------------------------------------------------------- | ------------------------------------ | --------------------------- | ------------ | ------ | --------------------------- | -------- | ----------- | ---------------------------- | ----------------------------------------------------------------------------------------- |
| Abend-Morgenstern-Schacht (→Grube Lautenthals Glück)                      | silberhaltiger Bleiglanz             | Lautenthaler Gangzug        | 80 m         |        | Preussag AG Metall          | 1673     | 1730        | 51° 51′ 42″ N, 10° 18′ 9″ O  | [ 7 ]                                                                                     |
| Abendsterner Schacht (→Grube Lautenthals Glück)                           | silberhaltiger Bleiglanz             | Lautenthaler Gangzug        | 268 m        |        | Preussag AG Metall          | 1679     | 1686        | 51° 51′ 51″ N, 10° 17′ 17″ O |                                                                                           |
| Abendsterner Stollen oder Ferdinand-Suchort (→Grube Lautenthals Glück)    | silberhaltiger Bleiglanz             | Lautenthaler Gangzug        |              | 119 m  | Preussag AG Metall          | 1679     | 1730        | 51° 51′ 43″ N, 10° 18′ 10″ O | [ 8 ]                                                                                     |
| Abfallrösche (→Grube Lautenthals Glück)                                   | vermutlich silberhaltiger Bleiglanz  | Lautenthaler Gangzug        |              |        | Preussag AG Metall          | 1686     | 1715        | 51° 51′ 45″ N, 10° 17′ 59″ O |                                                                                           |
| Alter Stollen am Kranichsberg                                             | vermutlich silberhaltiger Bleiglanz  | Lautenthaler Gangzug        |              |        | Preussag AG Metall          |          |             | 51° 51′ 55″ N, 10° 17′ 9″ O  |                                                                                           |
| Barthold-Ulrich-Stollen (→Grube Lautenthals Glück)                        | vermutlich silberhaltiger Bleiglanz  | Lautenthaler Gangzug        |              |        | Preussag AG Metall          |          |             | 51° 51′ 48″ N, 10° 17′ 41″ O |                                                                                           |
| Berg Seesen (→Grube Lautenthals Glück)                                    | vermutlich Blei- und Zinkerze        | Lautenthaler Gangzug        |              |        | Preussag AG Metall          |          |             | 51° 51′ 55″ N, 10° 16′ 54″ O |                                                                                           |
| (Alter) Bergsteiner Stollen (→Grube Lautenthals Glück)                    | silberhaltiger Bleiglanz             | Lautenthaler Gangzug        |              |        | Preussag AG Metall          |          |             | 51° 51′ 59″ N, 10° 17′ 6″ O  |                                                                                           |
| Brechelt-Schacht (→Grube Lautenthals Glück)                               | silberhaltiger Bleiglanz             | Lautenthaler Gangzug        | 78 m         |        | Preussag AG Metall          | 1687     | 1817        | 51° 51′ 48″ N, 10° 17′ 30″ O | [ 9 ]                                                                                     |
| Bromberger Schacht (→Grube Lautenthals Glück)                             | vermutlich Blei- und Zinkerze        | Lautenthaler Gangzug        |              |        | Preussag AG Metall          |          | 1890        | 51° 52′ 10″ N, 10° 16′ 31″ O |                                                                                           |
| Bromberger (Tage)-Stollen (→Grube Lautenthals Glück)                      | vermutlich Blei- und Zinkerze        | Lautenthaler Gangzug        |              | 600 m  | Preussag AG Metall          |          | 1890        | 51° 52′ 11″ N, 10° 16′ 31″ O | Wasserlösungsstollen, Bauzeit: 1557 bis 1817.                                             |
| Erzförderstollen (→Grube Lautenthals Glück)                               | Blei- und Zinkerze                   | Lautenthaler Gangzug        |              | 202 m  | Preussag AG Metall          | 1901     | 1957        | 51° 51′ 54″ N, 10° 17′ 26″ O | Hängebankstollen des Neuen Förderschachtes (Blindschacht).                                |
| Förderstollen (→Grube Lautenthals Glück)                                  | Blei- und Zinkerze                   | Lautenthaler Gangzug        |              |        | Preussag AG Metall          |          | 1930        | 51° 51′ 55″ N, 10° 17′ 2″ O  | Heute Einfahrt mit der Grubenbahn im Besucherbergwerk.                                    |
| Gegentrum oberer Schacht (→Grube Lautenthals Glück)                       | silberhaltiger Bleiglanz             | Lautenthaler Gangzug        |              |        | Preussag AG Metall          | 1690     | 1750        |                              |                                                                                           |
| Gegentrum unterer Schacht (→Grube Lautenthals Glück)                      | silberhaltiger Bleiglanz             | Lautenthaler Gangzug        |              |        | Preussag AG Metall          | 1690     | 1750        | 51° 52′ 5″ N, 10° 16′ 45″ O  |                                                                                           |
| Grube Güte des Herrn (Treibschacht)                                       | silberhaltiger Bleiglanz             | Lautenthaler Gangzug        | 290 m        |        | Preussag AG Metall          | 1747     | 1817        | 51° 51′ 55″ N, 10° 17′ 5″ O  | 1912 bis 1913 verfüllt. Das Schachtgebäude brannte am 19. Juli 1913 ab.                   |
| Güte des Herrn (-Stollen)                                                 | silberhaltiger Bleiglanz             | Lautenthaler Gangzug        |              |        | Preussag AG Metall          | 1691     | 1817 (1930) | 51° 51′ 55″ N, 10° 17′ 3″ O  | →Grube Güte des Herrn.                                                                    |
| Grube Abendröthe (Hüttschenthal)                                          | vermutlich silberhaltiger Bleiglanz  | Bockswieser Gangzug         |              |        | Fiskus                      |          | 1780        | 51° 51′ 14″ N, 10° 16′ 24″ O |                                                                                           |
| Grube Dorothea Friederica, 2. Lichtloch                                   | vermutlich silberhaltiger Bleiglanz  | Lautenthaler Gangzug        |              |        | Fiskus / Preussag AG Metall |          | 1783        | 51° 51′ 36″ N, 10° 19′ 15″ O |                                                                                           |
| Grube Dorothea Friederica, Neue Rösche                                    | vermutlich silberhaltiger Bleiglanz  | Lautenthaler Gangzug        |              |        | Fiskus                      |          | 1783        | 51° 51′ 39″ N, 10° 18′ 56″ O |                                                                                           |
| Grube Dorothea Friederica, Tagesrösche (1)                                | vermutlich silberhaltiger Bleiglanz  | Lautenthaler Gangzug        |              |        | Fiskus                      |          | 1767        | 51° 51′ 39″ N, 10° 18′ 50″ O |                                                                                           |
| Grube Dorothea Friederica, Tagesrösche (2)                                | vermutlich silberhaltiger Bleiglanz  | Lautenthaler Gangzug        |              |        | Fiskus                      |          | 1747        | 51° 51′ 36″ N, 10° 19′ 15″ O |                                                                                           |
| Grube Engels Treue, Stollen (1)                                           |                                      | Kratzental, Versuchsbergbau |              |        | Fiskus                      |          |             | 51° 50′ 44″ N, 10° 16′ 30″ O |                                                                                           |
| Grube Engels Treue, Stollen (2)                                           |                                      | Kratzental, Versuchsbergbau |              |        |                             |          |             | 51° 50′ 43″ N, 10° 16′ 7″ O  |                                                                                           |
| Grube Herzog Ferdinand Albrecht (→Grube Lautenthals Glück)                | silberhaltiger Bleiglanz             | Lautenthaler Gangzug        |              |        | Preussag AG Metall          | 1735     | 1792        | 51° 51′ 40″ N, 10° 18′ 26″ O |                                                                                           |
| Grube Juliane Marie, Obere Lehnschaft (→Grube Lautenthals Glück)          | vermutlich silberhaltiger Bleiglanz  | Lautenthaler Gangzug        |              |        | Preussag AG Metall          |          |             | 51° 51′ 44″ N, 10° 17′ 5″ O  |                                                                                           |
| Grube Juliane Marie, Unterer Versuchstollenbau (→Grube Lautenthals Glück) | vermutlich silberhaltiger Bleiglanz  | Lautenthaler Gangzug        |              |        | Preussag AG Metall          |          | 1831        | 51° 51′ 42″ N, 10° 16′ 52″ O |                                                                                           |
| Grube Kaiser Leopold (→Grube Lautenthals Glück)                           | silberhaltiger Bleiglanz             | Lautenthaler Gangzug        |              |        | Preussag AG Metall          | 1686     | 1715        | 51° 52′ 0″ N, 10° 17′ 12″ O  |                                                                                           |
| Grube Kleiner St. Jakob (→Grube Lautenthals Glück)                        | silberhaltiger Bleiglanz             | Lautenthaler Gangzug        | 270 m        |        | Preussag AG Metall          | 1573     | 1819        | 51° 51′ 43″ N, 10° 17′ 59″ O |                                                                                           |
| Grube König David am Borberg, Oberer Stollen                              | Kupferkies, Bleiglanz und Zinkblende | Gegentaler Gangzug          |              |        |                             |          | 1774        | 51° 53′ 22″ N, 10° 18′ 39″ O |                                                                                           |
| Grube König David am Borberg, Schächtchen                                 | Kupferkies, Bleiglanz und Zinkblende | Gegentaler Gangzug          |              |        |                             |          | 1750        | 51° 53′ 22″ N, 10° 18′ 38″ O |                                                                                           |
| Grube König David am Borberg, Unterer Stollen                             | Kupferkies, Bleiglanz und Zinkblende | Gegentaler Gangzug          |              |        |                             |          | 1778        | 51° 53′ 23″ N, 10° 18′ 34″ O |                                                                                           |
| Grube Lautenthalsglück                                                    | Blei- und Zinkerze                   | Lautenthaler Gangzug        | ca. 1000 m   |        | Preussag AG Metall          | vor 1596 | 1957        | 51° 51′ 51″ N, 10° 16′ 57″ O |                                                                                           |
| Grube Maaßen (→Grube Lautenthals Glück)                                   | silberhaltiger Bleiglanz             | Lautenthaler Gangzug        | 480 m        |        | Preussag AG Metall          | ca. 1652 | 1681        | 51° 51′ 49″ N, 10° 17′ 25″ O |                                                                                           |
| Grube Neuer Bergstern (→Grube Lautenthals Glück)                          | silberhaltiger Bleiglanz             | Lautenthaler Gangzug        | 180 m        |        |                             | 1707     | nach 1787   | 51° 52′ 0″ N, 10° 17′ 19″ O  |                                                                                           |
| Grube Prinzessin Augusta Carolina                                         | silberhaltiger Bleiglanz             | Lautenthaler Gangzug        | 186 m        |        | Preussag AG Metall          | 1757     | 1814        | 51° 52′ 2″ N, 10° 16′ 53″ O  | Das Schachtgebäude befindet sich heute im Oberharzer Bergwerksmuseum.                     |
| Grube Prinzessin Charlotte Augusta (→Grube Lautenthals Glück)             | vermutlich silberhaltiger Bleiglanz  | Lautenthaler Gangzug        |              |        | Preussag AG Metall          |          |             | 51° 52′ 0″ N, 10° 16′ 53″ O  |                                                                                           |
| Höllthaler oder Auguster Angehauener Stollen                              |                                      | Bockswieser Gangzug         |              |        | Preussag AG Metall          |          |             | 51° 51′ 3″ N, 10° 16′ 56″ O  | bei Hüttschenthal.                                                                        |
| Höllthaler oder Auguster Tagstollen, auch Auguster Suchort                |                                      | Bockswieser Gangzug         |              | 930 m  | Preussag AG Metall          |          |             | 51° 51′ 14″ N, 10° 16′ 35″ O | bei Hüttschenthal                                                                         |
| Höllthaler oder Auguster Tagstollen, Lichtloch                            |                                      | Bockswieser Gangzug         |              |        | Preussag AG Metall          |          | 1838        | 51° 51′ 11″ N, 10° 16′ 40″ O | bei Hüttschenthal                                                                         |
| Höllthaler oder Auguster Versuchsstollen (1)                              |                                      | Bockswieser Gangzug         |              |        | Preussag AG Metall          |          |             | 51° 51′ 2″ N, 10° 17′ 0″ O   | bei Hüttschenthal.                                                                        |
| Höllthaler oder Auguster Versuchsstollen (2)                              |                                      | Bockswieser Gangzug         |              |        | Preussag AG Metall          |          |             | 51° 50′ 59″ N, 10° 17′ 13″ O |                                                                                           |
| Höllthaler oder Auguster Versuchsstollen (3)                              |                                      | Bockswieser Gangzug         |              |        | Preussag AG Metall          |          |             | 51° 50′ 57″ N, 10° 17′ 18″ O |                                                                                           |
| König-Friedrich-Stollen (→Grube Lautenthals Glück)                        | silberhaltiger Bleiglanz             | Lautenthaler Gangzug        |              |        | Preussag AG Metall          |          |             | 51° 51′ 55″ N, 10° 17′ 42″ O |                                                                                           |
| Kunströsche (→Grube Lautenthals Glück)                                    | silberhaltiger Bleiglanz             | Lautenthaler Gangzug        |              |        | Preussag AG Metall          |          | 1806        | 51° 51′ 44″ N, 10° 17′ 48″ O |                                                                                           |
| Lautenthaler Gegentrum-Bromberger Stollen (→Grube Lautenthals Glück)      | silberhaltiger Bleiglanz             | Lautenthaler Gangzug        |              |        | Preussag AG Metall          | 1739     | 1817        | 51° 52′ 1″ N, 10° 16′ 56″ O  |                                                                                           |
| Lautenthaler Hoffnung-Schacht (→Grube Lautenthals Glück)                  | vermutlich silberhaltiger Bleiglanz  | Lautenthaler Gangzug        |              |        | Preussag AG Metall          | 1715     | 1800        | 51° 51′ 41″ N, 10° 18′ 25″ O |                                                                                           |
| (Alter) Leopold-Stollen (→Grube Lautenthals Glück)                        | silberhaltiger Bleiglanz             | Lautenthaler Gangzug        |              |        | Preussag AG Metall          |          |             | 51° 52′ 1″ N, 10° 17′ 7″ O   |                                                                                           |
| Maaßener Wasserlauf                                                       |                                      | Oberharzer Wasserregal      |              | 117 m  | Preussag AG Metall          | vor 1820 | 1930        | 51° 51′ 52″ N, 10° 17′ 32″ O |                                                                                           |
| Mittlerer Versuchsstollen (→Grube Lautenthals Glück)                      | vermutlich Blei- und Zinkerze        | Lautenthaler Gangzug        |              |        | Preussag AG Metall          |          | 1922        | 51° 52′ 19″ N, 10° 15′ 56″ O |                                                                                           |
| Namenloser Stollen (1) (→Grube Lautenthals Glück)                         | vermutlich silberhaltiger Bleiglanz  | Lautenthaler Gangzug        |              |        | Preussag AG Metall          |          | 1860        | 51° 52′ 13″ N, 10° 16′ 24″ O |                                                                                           |
| Namenloser Stollen (2) (→Grube Lautenthals Glück)                         | vermutlich silberhaltiger Bleiglanz  | Lautenthaler Gangzug        |              |        | Preussag AG Metall          |          |             | 51° 51′ 49″ N, 10° 17′ 26″ O |                                                                                           |
| Namenloser Stollen (3) (→Grube Lautenthals Glück)                         | Blei- und Zinkerze                   | Lautenthaler Gangzug        |              |        | Preussag AG Metall          |          | 1926        | 51° 51′ 43″ N, 10° 17′ 50″ O |                                                                                           |
| Namenloser Stollen (4) (→Grube Lautenthals Glück)                         | Blei- und Zinkerze                   | Lautenthaler Gangzug        |              |        | Preussag AG Metall          |          | 1928        | 51° 51′ 44″ N, 10° 17′ 55″ O |                                                                                           |
| Neuer Stollen am Sternplatz                                               | vermutlich Blei- und Zinkerze        | Lautenthaler Gangzug        |              |        | Preussag AG Metall          |          | 1922        | 51° 52′ 28″ N, 10° 15′ 18″ O |                                                                                           |
| Neuer Stollen (Kranichsberg) (→Grube Lautenthals Glück)                   | silberhaltiger Bleiglanz             | Lautenthaler Gangzug        |              |        | Preussag AG Metall          |          |             | 51° 51′ 49″ N, 10° 17′ 30″ O |                                                                                           |
| Oberer Stollen (Bromberg) (→Grube Lautenthals Glück)                      | vermutlich Blei- und Zinkerze        | Lautenthaler Gangzug        |              |        | Preussag AG Metall          |          |             | 51° 52′ 6″ N, 10° 16′ 44″ O  |                                                                                           |
| Oberer Versuchsstollen (→Grube Lautenthals Glück)                         | vermutlich Blei- und Zinkerze        | Lautenthaler Gangzug        |              |        | Preussag AG Metall          |          | 1921        | 51° 52′ 25″ N, 10° 15′ 34″ O |                                                                                           |
| Ostschacht (→Grube Lautenthals Glück)                                     | Blei- und Zinkerze                   | Lautenthaler Gangzug        | 457 m        |        | Preussag AG Metall          | 1914     | 1945        | 51° 51′ 39″ N, 10° 18′ 5″ O  |                                                                                           |
| Ostschacht, Erzläuferstollen (→Grube Lautenthals Glück)                   | Zinkerze                             | Lautenthaler Gangzug        |              | 206 m  | Preussag AG Metall          | 1934     | 1945        | 51° 51′ 45″ N, 10° 18′ 0″ O  | [ 10 ]                                                                                    |
| Ostschacht, Tagstollen (→Grube Lautenthals Glück)                         | Blei- und Zinkerze                   | Lautenthaler Gangzug        |              |        | Preussag AG Metall          |          | 1945        | 51° 51′ 41″ N, 10° 18′ 5″ O  | Hängebankstollen des Ostschachtes.                                                        |
| Prinzessin-Augusta-Carolina-Stollen (→Grube Prinzessin Auguste Carolina)  | silberhaltiger Bleiglanz             | Lautenthaler Gangzug        |              |        | Preussag AG Metall          | 1690     | vor 1780    | 51° 52′ 2″ N, 10° 16′ 58″ O  |                                                                                           |
| Querschlag (→Grube Lautenthals Glück)                                     | vermutlich Blei- und Zinkerze        | Lautenthaler Gangzug        |              |        | Preussag AG Metall          |          |             | 51° 51′ 45″ N, 10° 17′ 56″ O |                                                                                           |
| Richtschacht (Güte des Herrn)                                             |                                      | Lautenthaler Gangzug        | über 366 m   |        | Preussag AG Metall          | 1839     | 1931        | 51° 51′ 56″ N, 10° 17′ 8″ O  | →Grube Güte des Herrn.                                                                    |
| Rösche (1) (→Grube Lautenthals Glück)                                     | vermutlich silberhaltiger Bleiglanz  | Lautenthaler Gangzug        |              |        | Preussag AG Metall          |          |             | 51° 51′ 50″ N, 10° 17′ 44″ O |                                                                                           |
| Rösche (2) (→Grube Lautenthals Glück)                                     | vermutlich silberhaltiger Bleiglanz  | Lautenthaler Gangzug        |              |        | Preussag AG Metall          |          |             | 51° 51′ 49″ N, 10° 17′ 48″ O |                                                                                           |
| Rösche (3) (→Grube Lautenthals Glück)                                     | vermutlich silberhaltiger Bleiglanz  | Lautenthaler Gangzug        |              |        | Preussag AG Metall          |          | 1730        | 51° 51′ 42″ N, 10° 18′ 11″ O |                                                                                           |
| Schacht Sternplatz                                                        | vermutlich Blei- und Zinkerze        | Lautenthaler Gangzug        |              |        | Preussag AG Metall          |          | 1922        | 51° 52′ 25″ N, 10° 15′ 20″ O |                                                                                           |
| Schwarze Grube oder (Grube) Großer St. Jakob (→Grube Lautenthals Glück)   | Blei- und Zinkerze                   | Lautenthaler Gangzug        | 471 m        |        | Preussag AG Metall          | vor 1561 | 1926        | 51° 51′ 44″ N, 10° 17′ 49″ O | Abbau von Haldenerzen bis 1976.                                                           |
| Schwarze Grube, Erzläuferstollen (→Grube Lautenthals Glück)               | silberhaltiger Bleiglanz             | Lautenthaler Gangzug        |              | 121 m  | Preussag AG Metall          | um 1700  |             | 51° 51′ 47″ N, 10° 17′ 48″ O | [ 11 ]                                                                                    |
| Schwarze Grube, Kunströsche (→Grube Lautenthals Glück)                    | silberhaltiger Bleiglanz             | Lautenthaler Gangzug        |              |        | Preussag AG Metall          |          | 1806        | 51° 51′ 52″ N, 10° 17′ 42″ O |                                                                                           |
| St. Augustinus Stollenrösche                                              | vermutlich Blei- und Zinkerze        | Lautenthaler Gangzug        |              |        | Preussag AG Metall          |          | 1922        | 51° 52′ 26″ N, 10° 15′ 22″ O |                                                                                           |
| Stecken-Aaron-Stollen (1)                                                 | silberhaltiger Bleiglanz             | Lautenthaler Gangzug        |              |        | Bergmann Trümper            |          | 1775        | 51° 52′ 18″ N, 10° 18′ 17″ O |                                                                                           |
| Stecken-Aaron-Stollen (2)                                                 | silberhaltiger Bleiglanz             | Lautenthaler Gangzug        |              |        | Bergmann Trümper            |          | 1775        | 51° 52′ 18″ N, 10° 18′ 19″ O |                                                                                           |
| Stollenrösche (Bromberg) (→Grube Lautenthals Glück)                       | vermutlich Blei- und Zinkerze        | Lautenthaler Gangzug        |              |        | Preussag AG Metall          |          |             | 51° 52′ 4″ N, 10° 16′ 47″ O  |                                                                                           |
| Tiefer Förderstollen (→Grube Lautenthals Glück)                           | vermutlich Blei- und Zinkerze        | Lautenthaler Gangzug        |              |        | Preussag AG Metall          |          | 1959        | 51° 51′ 56″ N, 10° 17′ 17″ O |                                                                                           |
| Tiefer Sachsenstollen                                                     |                                      | Lautenthaler Gangzug        | 105 m        | 1480 m | Preussag AG Metall          | 1549     | 1880        | 51° 51′ 56″ N, 10° 17′ 3″ O  | Wasserlösungsstollen, Bauzeit: 1549 bis 1612, heute Bestandteil eines Besucherbergwerkes. |
| Uhlentaler Versuchstollen                                                 | vermutlich silberhaltiger Bleiglanz  | Lautenthaler Gangzug        |              |        |                             |          | 1858        | 51° 52′ 31″ N, 10° 19′ 45″ O |                                                                                           |
| Umlauf (→Grube Lautenthals Glück)                                         | vermutlich silberhaltiger Bleiglanz  | Lautenthaler Gangzug        |              |        | Preussag AG Metall          |          |             | 51° 51′ 48″ N, 10° 17′ 47″ O |                                                                                           |
| Unterer Versuchsstollen (→Grube Lautenthals Glück)                        | vermutlich Blei- und Zinkerze        | Lautenthaler Gangzug        |              |        | Preussag AG Metall          |          | August 1921 | 51° 52′ 13″ N, 10° 16′ 23″ O |                                                                                           |
| Untersuchungsschacht, Versuch an der Dölbe                                |                                      |                             |              |        |                             |          | 1852        | 51° 52′ 37″ N, 10° 18′ 45″ O |                                                                                           |
| Untersuchungsstollen                                                      |                                      | Bockswieser Gangzug         |              |        | Fiskus                      |          |             | 51° 50′ 51″ N, 10° 17′ 54″ O |                                                                                           |
| Versuchsbergbau Kratzental, Oberer Stollen                                |                                      | Kratzental, Versuchsbergbau |              |        | Fiskus                      |          |             | 51° 50′ 42″ N, 10° 16′ 17″ O |                                                                                           |
| Versuchsbergbau Kratzental, Schacht                                       |                                      | Kratzental, Versuchsbergbau |              |        | Fiskus                      |          |             | 51° 50′ 41″ N, 10° 16′ 21″ O |                                                                                           |
| Versuchsbergbau Kratzental, Tiefer Stollen                                |                                      | Kratzental, Versuchsbergbau |              |        | Fiskus                      |          |             | 51° 50′ 42″ N, 10° 16′ 18″ O |                                                                                           |
| Wetterschacht (→Grube Lautenthals Glück)                                  | vermutlich Blei- und Zinkerze        | Lautenthaler Gangzug        |              |        | Preussag AG Metall          |          |             | 51° 52′ 6″ N, 10° 16′ 39″ O  |                                                                                           |

### Sankt Andreasberg
| Name                                       | Abbau von                             | Lagerstätte/Revier | Größte Teufe   | Länge | Betreibende Gesellschaft                                              | Beginn          | Ende             | Geographische Lage           | Anmerkungen / Literatur                                                           |
| ------------------------------------------ | ------------------------------------- | ------------------ | -------------- | ----- | --------------------------------------------------------------------- | --------------- | ---------------- | ---------------------------- | --------------------------------------------------------------------------------- |
| Grube St. Anna                             | Silbererze Wasserlösung               | Auswendiger Zug    | 100 m          | 550 m |                                                                       | um 1550         |                  | Beerberg                     | Ältester aktiver Wasserlösungsstollen des Reviers                                 |
| Grube Abendröthe                           | Silbererze                            | Inwendiger Zug     | 162 m          |       |                                                                       | 1692 1732       | 1721 1910        |                              |                                                                                   |
| Grube Auerkuh                              |                                       | Inwendiger Zug     |                |       |                                                                       | 1550 1662       | 1570 1673        |                              |                                                                                   |
| Grube Bergmannstrost                       | Silbererze                            | Inwendiger Zug     | 260 m          |       |                                                                       | 1767            | 1910             |                              |                                                                                   |
| Grube Catharina Neufang                    |                                       | Inwendiger Zug     | 438 m          |       |                                                                       | 1575 1662       | 1624 1874        |                              |                                                                                   |
| Grube Drei Ringe früher Altes Creutz       |                                       | Auswendiger Zug    | 112 m          |       |                                                                       | 1596 1646       | 1621 1722        |                              |                                                                                   |
| Grube Engelsburg                           | Silbererze und Kupfererze             | Auswendiger Zug    | 291 m          |       |                                                                       | 1542 1660       | 1621 1765        |                              |                                                                                   |
| Grube Felicitas                            |                                       | Inwendiger Zug     | 518 m          |       |                                                                       | 1672 1763       | 1826 1867        |                              |                                                                                   |
| Grube Fünf Bücher Moses                    |                                       | Inwendiger Zug     | 230 m          |       |                                                                       | 1717            | 1757             |                              |                                                                                   |
| Grube Gnade Gottes                         |                                       | Inwendiger Zug     | 285 m          |       |                                                                       | 1590 1662       | 1630 1910        |                              |                                                                                   |
| Grube Gottes Segen                         |                                       |                    |                |       |                                                                       |                 |                  |                              |                                                                                   |
| Grube Glückauf                             |                                       | Auswendiger Zug    | 98 m           |       | Lehnschaftliche Gewerkschaft Glückauf, ab 1866 Andreasberger Hoffnung | 1770            | 1895             |                              |                                                                                   |
| Grube Hilfe Gottes                         |                                       |                    |                |       |                                                                       |                 | 1624             |                              |                                                                                   |
| Grube Kupferblume (Neuer Prinz Maximilian) |                                       | Inwendiger Zug     | 227 m          |       |                                                                       | 1716            | 1808             |                              |                                                                                   |
| Grube König Ludwig                         |                                       | Inwendiger Zug     | 350 m          |       |                                                                       | 1662            | 1809             |                              |                                                                                   |
| Grube Morgenröthe                          |                                       | Inwendiger Zug     | 175 m          |       |                                                                       | 1595 1691       | 1617 1769        |                              |                                                                                   |
| Grube Neuer Gideon                         | Silbererze                            | Auswendiger Zug    | 140 m          |       |                                                                       | 1719            | 1732             |                              |                                                                                   |
| Grube Neuer Gottes Segen                   |                                       | Auswendiger Zug    | mehr als 207 m |       |                                                                       | 1767            | 1812             |                              |                                                                                   |
| Grube Neues Glückauf                       |                                       | Auswendiger Zug    | 122 m          |       |                                                                       | vor 1590        | 1912             | Wäschegrund                  | Einziger Saigerschacht St. Andreasbergs                                           |
| Grube Redensglück                          | Silbererze                            | Auswendiger Zug    | 70 m           |       |                                                                       | 1766            | 1784             | Beerberg                     |                                                                                   |
| Grube Reicher Trost                        |                                       | Auswendiger Zug    | 271 m          |       |                                                                       |                 | 1667             |                              | ab 1667 Teil von Grube St. Jacobsglück                                            |
| Lehrbergwerk Grube Roter Bär               | Brauneisenstein Eisenerze             | Auswendiger Zug    | 170 m          |       | Ilseder Hütte                                                         | um 1800         | ca. 1860er Jahre | 51° 42′ 45″ N, 10° 31′ 37″ O |                                                                                   |
| Grube Silberner Bär                        |                                       | Auswendiger Zug    | 110 m          |       |                                                                       | 1675            | 1818             |                              |                                                                                   |
| Grube Samson                               | Silbererze                            | Inwendiger Zug     | 840 m          |       |                                                                       | ca. 1521        | 1910             | 51° 42′ 47″ N, 10° 30′ 58″ O | enthält die letzte funktionsfähige Fahrkunst                                      |
| Grube St. Andreas                          |                                       | Inwendiger Zug     | 509 m          |       |                                                                       |                 |                  |                              |                                                                                   |
| Grube St. Andreaskreuz                     | Blei-, Silber- und Kupfererze         | Auswendiger Zug    | 520 m          |       |                                                                       | um 1535         | 1867             | Wäschegrund                  | Tiefster Tagesschacht des auswendigen Zuges                                       |
| Grube St. Georg                            | Silbererze                            | Auswendiger Zug    | 175 m          |       |                                                                       | 1528            |                  | Beerberg                     | Aufwältigung seit 2014                                                            |
| Grube St. Jacob                            |                                       | Auswendiger Zug    | 271 m          |       |                                                                       |                 |                  | Beerberg                     |                                                                                   |
| Grube St. Jacobsglück                      | Blei-, Silber-, Kupfer- und Eisenerz  | Auswendiger Zug    | 271 m          |       |                                                                       | vor 1550        | 1818             | Beerberg                     | Aufwältigung seit 2004 (via Beerberger Tagesstollen)                              |
| Grube St. Johannes                         | Freibergit, Pyrargyrit und Hornsilber | Auswendiger Zug    | 321 m          | 576 m | Grafen von Hohnstein, Grafschaft Lauterberg                           | vor 1521        | 1529             | Beerberg                     | Laut Calvör (1765), S. 73–74 die älteste Grube im Revier, 1. Betr.per. 1593 B.we. |
| Grube St. Moritz                           |                                       | Auswendiger Zug    | 154 m          |       |                                                                       | 1538 1662       | 1616 1716        |                              |                                                                                   |
| Grube St. Moritz & Casselsches Glück       |                                       | Auswendiger Zug    | 154 m          |       |                                                                       |                 |                  |                              |                                                                                   |
| Grube Claus Friedrich                      | Blei-, Silber-, Kupfer- und Eisenerz  | Auswendiger Zug    | 175 m          |       |                                                                       | 1785            | 1818             | Beerberg                     | Aufwältigung seit 2004 (via Beerberger Tagesstollen)                              |
| Grube Verlegte Silberburg                  |                                       | Auswendiger Zug    | 175 m          |       |                                                                       |                 |                  |                              | Aufgewältigt, Objekt des Fledermausschutzes                                       |
| Grube Weinblüthe                           |                                       | Auswendiger Zug    | 171 m          |       |                                                                       | 1710            |                  | Tambachtal                   |                                                                                   |
| Grube Weinstock                            |                                       | Auswendiger Zug    | 209 m          |       |                                                                       | 1691            | 1721             | Tambachtal                   | 1804 schweres Unglück durch Böse Wetter mit 6 Toten                               |
| Grube Weintraube                           |                                       | Auswendiger Zug    | 234 m          |       |                                                                       | 16. Jahrhundert |                  | Tambachtal                   |                                                                                   |
| Grube Wennsglückt                          | Blei-, Silber-, Kupfer- und Eisenerz  | Auswendiger Zug    | 356 m          |       | Teilweise Eigenlehner                                                 | vor 1564        | 1812             | 51° 42′ 44″ N, 10° 31′ 39″ O | Aufwältigung seit 1992                                                            |

### Schulenberg im Oberharz(Ober-,Mittel-undUnterschulenberg)
einschließlich Festenburg
| Name                                                                        | Abbau von                            | Lagerstätte/Revier                                     | Größte Teufe | Länge        | Betreibende Gesellschaft                                                   | Beginn   | Ende        | Geographische Lage           | Anmerkungen / Literatur                                                      |
| --------------------------------------------------------------------------- | ------------------------------------ | ------------------------------------------------------ | ------------ | ------------ | -------------------------------------------------------------------------- | -------- | ----------- | ---------------------------- | ---------------------------------------------------------------------------- |
| Altenauer Hoffnungsstollen                                                  |                                      | Bockswieser Gangzug, Festenburg-Schulenberger Bereich  |              |              |                                                                            |          |             |                              |                                                                              |
| Eisensteingrube Carolina                                                    | vermutlich Limonit oder Siderit      | Bockswieser Gangzug, Festenburg-Schulenberger Bereich  |              |              |                                                                            |          | 1822        | 51° 50′ 18″ N, 10° 22′ 23″ O | Auch Caroline.                                                               |
| Eisensteingrube Carolina, Schacht auf dem schneidigen Gang                  | vermutlich Limonit oder Siderit      | Bockswieser Gangzug, Festenburg-Schulenberger Bereich  |              |              |                                                                            |          |             | 51° 50′ 17″ N, 10° 22′ 29″ O | Auch Caroline.                                                               |
| (Tiefer) Festenburger Stollen                                               |                                      | Bockswieser Gangzug, Festenburg-Schulenberger Bereich  |              | rund 1.100 m | Gemeinsame Gewerkschaft der beteiligten Gruben, Fiskus                     |          | 1805        | 51° 49′ 56″ N, 10° 23′ 48″ O | Wasserlösungsstollen, Bauzeit: vor 1569 und ab 1710.                         |
| (Tiefer) Festenburger Stollen, Lichtloch (1)                                |                                      | Bockswieser Gangzug, Festenburg-Schulenberger Bereich  |              |              | Gemeinsame Gewerkschaft der beteiligten Gruben, Fiskus, Preussag AG Metall |          |             | 51° 49′ 59″ N, 10° 23′ 44″ O |                                                                              |
| (Tiefer) Festenburger Stollen, Lichtloch (2)                                |                                      | Bockswieser Gangzug, Festenburg-Schulenberger Bereich  |              |              | Gemeinsame Gewerkschaft der beteiligten Gruben                             |          |             | 51° 50′ 0″ N, 10° 23′ 37″ O  |                                                                              |
| (Tiefer) Festenburger Stollen, Lichtloch (3)                                |                                      | Bockswieser Gangzug, Festenburg-Schulenberger Bereich  |              |              | Gemeinsame Gewerkschaft der beteiligten Gruben                             |          |             | 51° 50′ 1″ N, 10° 23′ 33″ O  |                                                                              |
| (Tiefer) Festenburger Stollen, Lichtloch (4)                                |                                      | Bockswieser Gangzug, Festenburg-Schulenberger Bereich  |              |              | Gemeinsame Gewerkschaft der beteiligten Gruben                             |          |             | 51° 50′ 1″ N, 10° 23′ 26″ O  |                                                                              |
| Gottes Glücker Stollen                                                      | silberhaltiger Bleiglanz             | Hahnenkleer Gangzug (Gemkentaler Gänge)                |              |              | Lehnschaft bzw. Gewerkschaft                                               |          | 1767        | 51° 50′ 12″ N, 10° 27′ 43″ O |                                                                              |
| Gottes Glücker Stollen, Lichtschacht                                        | silberhaltiger Bleiglanz             | Hahnenkleer Gangzug (Gemkentaler Gänge)                |              |              | Lehnschaft                                                                 |          | 1767        | 51° 50′ 11″ N, 10° 28′ 00″ O |                                                                              |
| Gottes Glücker Stollen, Rösche                                              | silberhaltiger Bleiglanz             | Hahnenkleer Gangzug (Gemkentaler Gänge)                |              |              | Lehnschaft, Gewerkschaft                                                   |          | 1767        | 51° 50′ 11″ N, 10° 27′ 59″ O |                                                                              |
| Grube Augustus Friedrich, Stollen                                           |                                      | Hahnenkleer Gangzug                                    |              |              | Gewerkschaft                                                               |          | 1669        | 51° 50′ 36″ N, 10° 27′ 33″ O |                                                                              |
| Grube Bischof Friedrich, Schacht                                            | silberhaltiger Bleiglanz             | Hahnenkleer Gangzug (Landesherrner Gang)               |              |              | Lehnschaft, Gewerkschaft, Fiskus                                           |          | 1796        | 51° 50′ 41″ N, 10° 25′ 6″ O  |                                                                              |
| Grube Drei Landesfürsten, Tagesstollen                                      | vermutlich silberhaltiger Bleiglanz  | Bockswieser Gangzug, Festenburg-Schulenberger Bereich  |              |              | Lehnschaft                                                                 |          | 1704        | 51° 49′ 58″ N, 10° 23′ 49″ O |                                                                              |
| Grube Gelbe Lilie, Oberer Stollen                                           | silberhaltiger Bleiglanz, Kupferkies | Bockswieser Gangzug, Festenburg-Schulenberger Bereich  |              |              | Gewerkschaft, Fiskus, Preussag AG Metall                                   |          | 1817        | 51° 49′ 51″ N, 10° 24′ 17″ O |                                                                              |
| Grube Gelbe Lilie, Schacht Alte Gelbe Lilie                                 | silberhaltiger Bleiglanz, Kupferkies | Bockswieser Gangzug, Festenburg-Schulenberger Bereich  | 250 m        |              | Gewerkschaft, Fiskus, Preussag AG Metall                                   | 1669     | 1817        | 51° 49′ 51″ N, 10° 24′ 14″ O |                                                                              |
| Grube Gelbe Lilie, Schacht Neue Gelbe Lilie                                 | silberhaltiger Bleiglanz, Kupferkies | Bockswieser Gangzug, Festenburg-Schulenberger Bereich  | 80 m         |              | Gewerkschaft, Fiskus, Preussag AG Metall                                   | vor 1790 | 1817        | 51° 49′ 52″ N, 10° 24′ 13″ O |                                                                              |
| Grube Glücksrad, Alter Tagesstollen                                         | silberhaltiger Bleiglanz, Kupferkies | Bockswieser Gangzug, Festenburg-Schulenberger Bereich  |              |              | Gewerkschaft, Fiskus, Preussag AG Metall                                   |          | 1824        | 51° 49′ 51″ N, 10° 23′ 56″ O | Diente zu Beginn des 19. Jahrhunderts als Schaubergwerk.                     |
| Grube Glücksrad, Altes Glücksrad (1)                                        | silberhaltiger Bleiglanz, Kupferkies | Bockswieser Gangzug, Festenburg-Schulenberger Bereich  |              |              | Gewerkschaft, Fiskus, Preussag AG Metall                                   |          |             | 51° 49′ 55″ N, 10° 24′ 52″ O |                                                                              |
| Grube Glücksrad, Altes Glücksrad (2)                                        | silberhaltiger Bleiglanz, Kupferkies | Bockswieser Gangzug, Festenburg-Schulenberger Bereich  |              |              | Gewerkschaft, Fiskus, Preussag AG Metall                                   |          | 1787        | 51° 49′ 55″ N, 10° 24′ 2″ O  |                                                                              |
| Grube Glücksrad, Neuer Tagesstollen                                         | silberhaltiger Bleiglanz, Kupferkies | Bockswieser Gangzug, Festenburg-Schulenberger Bereich  |              |              | Gewerkschaft, Fiskus                                                       |          |             | 51° 49′ 49″ N, 10° 24′ 5″ O  |                                                                              |
| Grube Glücksrad, Neues Glücksrad                                            | silberhaltiger Bleiglanz, Kupferkies | Bockswieser Gangzug, Festenburg-Schulenberger Bereich  |              |              | Gewerkschaft, Fiskus, Preussag AG Metall                                   |          |             | 51° 49′ 53″ N, 10° 24′ 7″ O  |                                                                              |
| Grube Glücksrad, Stollen                                                    | vermutlich silberhaltiger Bleiglanz  | Hahnenkleer Gangzug (Langetal-Gang)                    |              |              | Gewerkschaft                                                               |          | 1669        | 51° 50′ 41″ N, 10° 27′ 24″ O |                                                                              |
| Grube Gnade Gottes (Schulenberg) (1)                                        | silberhaltiger Bleiglanz, Kupferkies | Bockswieser Gangzug, Festenburg-Schulenberger Bereich  | 270 m        |              |                                                                            | 1673     | 1769        | 51° 49′ 48″ N, 10° 24′ 27″ O |                                                                              |
| Grube Gnade Gottes (Schulenberg) (2)                                        | silberhaltiger Bleiglanz, Kupferkies | Bockswieser Gangzug, Festenburg-Schulenberger Bereich  |              |              |                                                                            |          | 1800        | 51° 49′ 49″ N, 10° 24′ 23″ O |                                                                              |
| Grube Gnade Gottes (Schulenberg), Lichtloch                                 | silberhaltiger Bleiglanz, Kupferkies | Bockswieser Gangzug, Festenburg-Schulenberger Bereich  |              |              |                                                                            | 1729     | vor 1865    | 51° 49′ 50″ N, 10° 24′ 20″ O |                                                                              |
| Grube Gnade Gottes (Schulenberg), Schacht Versuchsanlage                    | silberhaltiger Bleiglanz, Kupferkies | Bockswieser Gangzug, Festenburg-Schulenberger Bereich  |              |              | Gewerkschaft                                                               |          |             | 51° 49′ 46″ N, 10° 24′ 30″ O |                                                                              |
| Grube Gottes Glück, Stollen                                                 | vermutlich silberhaltiger Bleiglanz  | Hahnenkleer Gangzug (Landesherrner Gang)               |              |              | Lehnschaft, Gewerkschaft, Fiskus                                           |          | 1796        | 51° 50′ 44″ N, 10° 25′ 00″ O |                                                                              |
| Grube Haus Kronenburg                                                       | vermutlich silberhaltiger Bleiglanz  | Bockswieser Gangzug, Festenburg-Schulenberger Bereich  | 145 m        |              |                                                                            | 1691     | 1705 (1795) |                              |                                                                              |
| Grube Hedwigsburg, Stollen                                                  | vermutlich silberhaltiger Bleiglanz  | Hahnenkleer Gangzug (Kupferkroner Gang)                |              |              | Lehnschaft                                                                 |          | 1684        | 51° 50′ 25″ N, 10° 25′ 8″ O  |                                                                              |
| Grube Herzog August Wilhelm                                                 | silberhaltiger Bleiglanz             | Bockswieser Gangzug, Festenburg-Schulenberger Bereich  | 125 m        |              | Gewerkschaft, Fiskus, Preussag AG Metall                                   | 1703     | 1765        | 51° 49′ 37″ N, 10° 25′ 13″ O | Vorgängergrube: Kaiser Heinrich.                                             |
| Grube Hilfe Gottes (Festenburg)                                             | vermutlich silberhaltiger Bleiglanz  | Bockswieser Gangzug, Festenburg-Schulenberger Bereich  |              |              | Gewerkschaft                                                               |          | 1651        | 51° 50′ 12″ N, 10° 23′ 00″ O |                                                                              |
| Grube Juliane Sophia                                                        | silberhaltiger Bleiglanz             | Bockswieser Gangzug, Festenburg-Schulenberger Bereich  | 400 m        |              | Gewerkschaft, Fiskus, Preussag AG Metall                                   | 1776     | 1904        | 51° 49′ 40″ N, 10° 25′ 15″ O |                                                                              |
| Grube Juliane Sophia, Abfallrösche                                          | silberhaltiger Bleiglanz             | Bockswieser Gangzug, Festenburg-Schulenberger Bereich  |              |              | Gewerkschaft, Fiskus, Preussag AG Metall                                   |          |             | 51° 49′ 40″ N, 10° 25′ 28″ O |                                                                              |
| Grube Juliane Sophia, Tagesrösche                                           | silberhaltiger Bleiglanz             | Bockswieser Gangzug, Festenburg-Schulenberger Bereich  |              |              | Gewerkschaft, Fiskus, Preussag AG Metall                                   |          | 1835        | 51° 49′ 38″ N, 10° 25′ 18″ O |                                                                              |
| Grube Kahlenbergs Glück, Neues Kahlenbergs Glück                            | vermutlich Limonit oder Siderit      | Bockswieser Gangzug, Festenburg-Schulenberger Bereich  |              |              | August und Wilhelm Heß                                                     |          | 1822        | 51° 50′ 22″ N, 10° 22′ 24″ O |                                                                              |
| Grube Kleine Mertens Zeche                                                  | silberhaltiger Bleiglanz             | Bockswieser Gangzug, Festenburg-Schulenberger Bereich  |              |              | Gewerkschaft, Fiskus                                                       | 1691     | 1738        | 51° 49′ 44″ N, 10° 23′ 9″ O  | Auch Grube Märten oder St. Martin. Nachfolgegrube: Königin Elisabeth.        |
| Grube Königin Elisabeth                                                     | silberhaltiger Bleiglanz             | Bockswieser Gangzug, Festenburg-Schulenberger Bereich  |              |              | Gewerkschaft, Preussag AG Metall                                           | 1713     | 1803        | 51° 50′ 16″ N, 10° 22′ 36″ O |                                                                              |
| Grube Königin Elisabeth und Grube König Karl, König Carler Stollen          | silberhaltiger Bleiglanz             | Bockswieser Gangzug, Festenburg-Schulenberger Bereich  |              | 300 m        | Gewerkschaft, Fiskus, Preussag AG Metall                                   |          | 1803        | 51° 50′ 12″ N, 10° 23′ 0″ O  |                                                                              |
| Grube König Karl                                                            | silberhaltiger Bleiglanz             | Bockswieser Gangzug, Festenburg-Schulenberger Bereich  |              |              | Gewerkschaft, Preussag AG Metall                                           | 1711     | 1803        | 51° 50′ 15″ N, 10° 22′ 50″ O | Auch König Carol.                                                            |
| Grube König Karl, Versuchsstollen                                           | vermutlich silberhaltiger Bleiglanz  | Bockswieser Gangzug, Festenburg-Schulenberger Bereich  |              |              |                                                                            |          |             | 51° 50′ 10″ N, 10° 23′ 6″ O  |                                                                              |
| Grube Kronenburgs Glück                                                     | silberhaltiger Bleiglanz             | Bockswieser Gangzug, Festenburg-Schulenberger Bereich  | 292 m        |              | Gewerkschaft, Fiskus, Preussag AG Metall                                   | 1705     | nach 1795   | 51° 50′ 6″ N, 10° 23′ 18″ O  | Vorläufergruben: Haus Kronenburg und Schulenbergs Glück.                     |
| Grube Kronenburgs Glück, Bühne                                              | silberhaltiger Bleiglanz             | Bockswieser Gangzug, Festenburg-Schulenberger Bereich  |              |              | Gewerkschaft, Fiskus, Preussag AG Metall                                   |          |             | 51° 50′ 3″ N, 10° 23′ 20″ O  |                                                                              |
| Grube Kron Festenburg                                                       |                                      | Bockswieser Gangzug, Festenburg-Schulenberger Bereich  |              |              |                                                                            |          |             |                              |                                                                              |
| Grube Kupferkrone, Kupferkroner (Schacht oder Stollen)                      | vermutlich silberhaltiger Bleiglanz  | Hahnenkleer Gangzug (Kupferkroner Gang)                |              |              | Lehnschaft                                                                 |          |             | 51° 50′ 27″ N, 10° 24′ 43″ O |                                                                              |
| Grube (Drei) Landesherren, Alter Landesherrner Stollen                      | silberhaltiger Bleiglanz             | Hahnenkleer Gangzug (Landesherrner Gang)               |              |              | Lehnschaft, Gewerkschaft, Fiskus                                           |          | 1796        | 51° 50′ 40″ N, 10° 25′ 9″ O  |                                                                              |
| Grube (Drei) Landesherren, Tieferer Stollen                                 | silberhaltiger Bleiglanz             | Hahnenkleer Gangzug (Landesherrner Gang)               |              |              |                                                                            |          | 1796        | 51° 50′ 37″ N, 10° 25′ 5″ O  |                                                                              |
| Grube Mertens Zeche                                                         | silberhaltiger Bleiglanz             | Bockswieser Gangzug, Festenburg-Schulenberger Bereich  |              |              | Gewerkschaft, Fiskus                                                       | 1697     | 1737        | 51° 49′ 41″ N, 10° 25′ 14″ O | Auch Grube Märten oder St. Martin. Nachfolgegrube: Neues Schulenbergs Glück. |
| Grube Neue Caroline, Neuer Caroliner (Schacht oder Stollen)                 | vermutlich Limonit oder Siderit      | Bockswieser Gangzug, Festenburg-Schulenberger Bereich  |              |              | August und Wilhelm Heß                                                     |          | 1859        | 51° 50′ 22″ N, 10° 22′ 11″ O |                                                                              |
| Grube Neue Hoffnung                                                         | vermutlich silberhaltiger Bleiglanz  | Hahnenkleer Gangzug, Landesherrner Gang                |              |              |                                                                            |          |             | 51° 50′ 19″ N, 10° 26′ 33″ O |                                                                              |
| Grube Neue Hoffnung, Schacht (1)                                            | vermutlich silberhaltiger Bleiglanz  | Hahnenkleer Gangzug, Landesherrner Gang                |              |              | Lehnschaft                                                                 |          |             | 51° 50′ 17″ N, 10° 26′ 36″ O |                                                                              |
| Grube Neue Hoffnung, Schacht (2)                                            | vermutlich silberhaltiger Bleiglanz  | Hahnenkleer Gangzug, Landesherrner Gang                |              |              | Lehnschaft                                                                 |          |             | 51° 50′ 17″ N, 10° 26′ 36″ O |                                                                              |
| Grube Neuer Engel                                                           | vermutlich silberhaltiger Bleiglanz  | Bockswieser Gangzug, Festenburg-Schulenberger Bereich  |              |              |                                                                            | 1710     | 1736        |                              |                                                                              |
| Grube Neuer Johannes, Alter Stollen                                         | vermutlich silberhaltiger Bleiglanz  | Hahnenkleer Gangzug (Gemkentaler Gänge)                |              |              |                                                                            |          |             | 51° 50′ 6″ N, 10° 27′ 53″ O  |                                                                              |
| Grube Neues Schulenbergs Glück, Schulenbergs Glücker (Schacht oder Stollen) | silberhaltiger Bleiglanz             | Bockswieser Gangzug, Festenburg-Schulenberger Bereich  |              |              | Gewerkschaft, Fiskus, Preussag AG Metall                                   | 1738     | nach 1791   | 51° 49′ 38″ N, 10° 25′ 12″ O | Vorgängergrube: St. Martins (Mertens) Zeche                                  |
| Grube Prinz Adolf Friedrich, Tiefer Stollen                                 | silberhaltiger Bleiglanz             | Spiegeltaler Gangzug, östlicher Abschnitt              |              |              | Lehnschaft, Fiskus                                                         |          |             | 51° 49′ 18″ N, 10° 25′ 1″ O  |                                                                              |
| Grube Prinzen (Schulenberg) oder Grube Neuer Engel, Pinge                   | silberhaltiger Bleiglanz             | Bockswieser Gangzug, Festenburg-Schulenberger Bereich  | 190 m        |              |                                                                            | 1705     | 1737        | 51° 49′ 45″ N, 10° 25′ 1″ O  | Auch Grube Printz.                                                           |
| Grube Prinzen (Schulenberg), Prinzer (Schacht oder Stollen)                 | silberhaltiger Bleiglanz             | Bockswieser Gangzug, Festenburg-Schulenberger Bereich  |              |              | Gewerkschaft, Fiskus, Preussag AG Metall                                   |          | 1757        | 51° 49′ 44″ N, 10° 25′ 3″ O  | Auch Grube Printz.                                                           |
| Grube Prinzen (Schulenberg), Tagesstollen                                   | vermutlich silberhaltiger Bleiglanz  | Bockswieser Gangzug, Festenburg-Schulenberger Bereich  |              |              | Gewerkschaft, Fiskus, Preussag AG Metall                                   |          | 1750        | 51° 49′ 43″ N, 10° 25′ 8″ O  | Auch Grube Printz.                                                           |
| Grube Schneller Falke                                                       | vermutlich silberhaltiger Bleiglanz  | Bockswieser Gangzug, Festenburg-Schulenberger Bereich  |              |              | Gewerkschaft                                                               |          | 1676        | 51° 50′ 12″ N, 10° 22′ 57″ O |                                                                              |
| Grube Schulenbergs Glück                                                    | silberhaltiger Bleiglanz             | Bockswieser Gangzug, Festenburg-Schulenberger Bereich  |              |              | Gewerkschaft, Fiskus, Preussag AG Metall                                   | 1690     | 1705        | 51° 50′ 6″ N, 10° 23′ 16″ O  | Nachfolgegrube: Kronenburgs Glück.                                           |
| Grube Segen des Herrn (Festenburg), Oberer Stollen                          | silberhaltiger Bleiglanz             | Spiegeltaler Gangzug, östlicher Abschnitt              |              |              | Gewerkschaft                                                               |          |             | 51° 49′ 47″ N, 10° 22′ 45″ O |                                                                              |
| Grube Segen des Herrn (Festenburg), Tiefer Stollen                          | silberhaltiger Bleiglanz             | Spiegeltaler Gangzug, östlicher Abschnitt              |              |              | Gewerkschaft                                                               |          |             | 51° 49′ 50″ N, 10° 22′ 47″ O |                                                                              |
| Grube Segen des Herrn (Festenburg), Versuchsschacht (1)                     | silberhaltiger Bleiglanz             | Spiegeltaler Gangzug, östlicher Abschnitt              |              |              | Gewerkschaft                                                               |          |             | 51° 49′ 49″ N, 10° 22′ 45″ O |                                                                              |
| Grube Segen des Herrn (Festenburg), Versuchsschacht (2)                     | silberhaltiger Bleiglanz             | Spiegeltaler Gangzug, östlicher Abschnitt              |              |              | Gewerkschaft                                                               |          |             | 51° 49′ 46″ N, 10° 22′ 43″ O |                                                                              |
| Grube Segen des Herrn (Festenburg), Versuchsschacht (3)                     | silberhaltiger Bleiglanz             | Spiegeltaler Gangzug, östlicher Abschnitt              |              |              | Gewerkschaft                                                               |          |             | 51° 49′ 45″ N, 10° 22′ 46″ O |                                                                              |
| Grube Segen des Herrn (Schulenberg), Versuchsbau                            | silberhaltiger Bleiglanz             | Hahnenkleer Gangzug (Gemkentaler Gänge)                |              |              | Lehnschaft                                                                 |          | 1721, 1736  | 51° 50′ 19″ N, 10° 27′ 40″ O |                                                                              |
| Grube Segen des Herrn (Schulenberg), Versuchsstollen                        | silberhaltiger Bleiglanz             | Hahnenkleer Gangzug (Kupferkroner Gang)                |              |              | Lehnschaft                                                                 |          |             | 51° 49′ 43″ N, 10° 27′ 43″ O |                                                                              |
| Grube St. Andreas                                                           | silberhaltiger Bleiglanz             | Bockswieser Gangzug (Festenburg-Schulenberger Bereich) |              |              | Gewerkschaft                                                               |          | 1658        | 51° 50′ 12″ N, 10° 22′ 58″ O | Nachfolgegrube: Glücksrad.                                                   |
| Grube St. Anna am Schulenberge                                              |                                      | Bockswieser Gangzug (Festenburg-Schulenberger Bereich) |              |              |                                                                            | 1532     | 1592        |                              |                                                                              |
| Grube St. Johannes, Pinge                                                   | vermutlich silberhaltiger Bleiglanz  | Bockswieser Gangzug, Festenburg-Schulenberger Bereich  |              |              | Lehnschaft                                                                 |          | 1650        | 51° 49′ 32″ N, 10° 25′ 51″ O |                                                                              |
| Grube St. Johannes, Suchort                                                 | vermutlich silberhaltiger Bleiglanz  | Hahnenkleer Gangzug (Gemkentaler Gänge)                |              |              |                                                                            |          |             | 51° 50′ 5″ N, 10° 28′ 12″ O  |                                                                              |
| Grube St. Urban, Schacht (1)                                                | silberhaltiger Bleiglanz, Kupferkies | Bockswieser Gangzug, Festenburg-Schulenberger Bereich  |              |              | Gewerkschaft, Fiskus, Preussag AG Metall                                   |          | 1803        | 51° 49′ 57″ N, 10° 23′ 52″ O |                                                                              |
| Grube St. Urban, Schacht (2)                                                | silberhaltiger Bleiglanz, Kupferkies | Bockswieser Gangzug, Festenburg-Schulenberger Bereich  | 253 m        |              | Gewerkschaft, Fiskus, Preussag AG Metall                                   | 1693     | 1800        | 51° 49′ 57″ N, 10° 23′ 55″ O |                                                                              |
| Grube Unvergängliche Gabe Gottes und Reiche Gesellschaft am Schulenberge    |                                      | Bockswieser Gangzug, Festenburg-Schulenberger Bereich  |              |              |                                                                            | 1532     | 1592        |                              |                                                                              |
| Grube Weißer Schwan (1)                                                     | silberhaltiger Bleiglanz             | Bockswieser Gangzug, Festenburg-Schulenberger Bereich  | 65 m         |              | Gewerkschaft, Fiskus, Preussag AG Metall                                   | 1691     | nach 1799   | 51° 50′ 9″ N, 10° 23′ 8″ O   |                                                                              |
| Grube Weißer Schwan (2)                                                     | silberhaltiger Bleiglanz             | Bockswieser Gangzug, Festenburg-Schulenberger Bereich  | 290 m        |              | Gewerkschaft, Fiskus, Preussag AG Metall                                   | 1739     | 1803        | 51° 50′ 7″ N, 10° 23′ 10″ O  |                                                                              |
| Grube Weißer Schwan, Tagesstollen-Rösche                                    | silberhaltiger Bleiglanz             | Bockswieser Gangzug, Festenburg-Schulenberger Bereich  |              |              | Gewerkschaft, Fiskus, Preussag AG Metall                                   |          | 1803        | 51° 50′ 8″ N, 10° 23′ 7″ O   |                                                                              |
| Haus Bülower Stollen                                                        | silberhaltiger Bleiglanz             | Hahnenkleer Gangzug (Kupferkroner Gang)                |              |              | Gewerkschaft, Fiskus                                                       |          | 1861        | 51° 49′ 46″ N, 10° 27′ 31″ O |                                                                              |
| Haus Fürstensteiner Stollen                                                 | silberhaltiger Bleiglanz             | Hahnenkleer Gangzug (Gemkentaler Gänge)                |              |              | Lehnschaft, Gewerkschaft                                                   |          | 1758        | 51° 50′ 13″ N, 10° 27′ 38″ O |                                                                              |
| Herzog-August-Wilhelm-Stollen                                               | silberhaltiger Bleiglanz             | Bockswieser Gangzug, Festenburg-Schulenberger Bereich  |              | 400 m        | Gewerkschaft, Fiskus                                                       |          | 1903        | 51° 49′ 35″ N, 10° 25′ 33″ O | Suchstollen. Bauzeit: 1728 bis 1754.                                         |
| Herzog-August-Wilhelm-Stollen, Lichtloch                                    | silberhaltiger Bleiglanz             | Bockswieser Gangzug, Festenburg-Schulenberger Bereich  |              |              |                                                                            |          | 1903        | 51° 49′ 35″ N, 10° 25′ 35″ O |                                                                              |
| Rösche (1)                                                                  | vermutlich silberhaltiger Bleiglanz  | Bockswieser Gangzug, Festenburg-Schulenberger Bereich  |              |              |                                                                            |          |             | 51° 50′ 15″ N, 10° 22′ 28″ O |                                                                              |
| Rösche (2)                                                                  | vermutlich silberhaltiger Bleiglanz  | Bockswieser Gangzug, Festenburg-Schulenberger Bereich  |              |              | Gewerkschaft                                                               |          |             | 51° 49′ 44″ N, 10° 24′ 16″ O |                                                                              |
| Schacht Grüne Tanne                                                         |                                      | Bockswieser Gangzug, Festenburg-Schulenberger Bereich  |              |              |                                                                            |          |             |                              |                                                                              |
| Stollen auf dem Quarzgang                                                   |                                      | Gegentaler Gangzug (Birkentaler Gang)                  |              |              | Lehnschaft                                                                 |          |             | 51° 51′ 21″ N, 10° 27′ 42″ O |                                                                              |
| Suchschacht nach dem Liegenden Trum                                         | silberhaltiger Bleiglanz, Kupferkies | Bockswieser Gangzug, Festenburg-Schulenberger Bereich  |              |              | Lehnschaft                                                                 |          |             | 51° 49′ 57″ N, 10° 24′ 9″ O  | Im Bereich der Grube Glücksrad.                                              |
| Tiefer Schulenberger Stollen                                                |                                      | Bockswieser Gangzug, Festenburg-Schulenberger Bereich  | 120 m        | 2.900 m      | Gewerkschaft, Fiskus, Preussag AG Metall                                   |          |             | 51° 49′ 33″ N, 10° 25′ 25″ O | Wasserlösungsstollen, Bauzeit: Vor 1600 und ab 1704.                         |
| Tiefer Schulenberger Stollen, Lichtloch                                     |                                      | Bockswieser Gangzug, Festenburg-Schulenberger Bereich  |              |              | Gewerkschaft, Fiskus, Preussag AG Metall                                   |          |             | 51° 49′ 36″ N, 10° 25′ 16″ O |                                                                              |
| Versuchsbau an der Moses Kappe, Schurf (1)                                  | vermutlich silberhaltiger Bleiglanz  | Hahnenkleer Gangzug (Kupferkroner Gang)                |              |              | Lehnschaft                                                                 |          | 1672        | 51° 50′ 42″ N, 10° 24′ 8″ O  |                                                                              |
| Versuchsbau an der Moses Kappe, Schurf (2)                                  | vermutlich silberhaltiger Bleiglanz  | Hahnenkleer Gangzug (Kupferkroner Gang)                |              |              |                                                                            |          |             | 51° 50′ 41″ N, 10° 24′ 10″ O |                                                                              |
| Versuchsbau an der Moses Kappe, Schurf (3)                                  | vermutlich silberhaltiger Bleiglanz  | Hahnenkleer Gangzug (Kupferkroner Gang)                |              |              | Lehnschaft                                                                 |          | 1672        | 51° 50′ 40″ N, 10° 24′ 12″ O |                                                                              |
| Versuchsbau an der Moses Kappe, Versuchsstollen                             | vermutlich silberhaltiger Bleiglanz  | Hahnenkleer Gangzug (Kupferkroner Gang)                |              |              | Lehnschaft                                                                 |          |             | 51° 50′ 44″ N, 10° 24′ 6″ O  |                                                                              |
| Versuchsstollen                                                             | vermutlich silberhaltiger Bleiglanz  | Bockswieser Gangzug, Festenburg-Schulenberger Bereich  |              |              | Gewerkschaft, Fiskus, Preussag AG Metall                                   |          | um 1750     | 51° 49′ 42″ N, 10° 25′ 10″ O |                                                                              |
| Zeche Kaiser Heinrich                                                       |                                      | Bockswieser Gangzug, Festenburg-Schulenberger Bereich  |              |              |                                                                            |          |             |                              | Nachfolgegrube: Herzog August Wilhelm.                                       |
| Zeche St. Johannes über Kaiser Heinrich am Schulenberge                     |                                      | Bockswieser Gangzug, Festenburg-Schulenberger Bereich  |              |              |                                                                            |          |             |                              |                                                                              |

### Wildemann
→ Liste von Bergwerken bei Wildemann im Harz

### Wolfshagen im Harz
| Name                           | Abbau von                           | Lagerstätte/Revier | Größte Teufe | Länge | Betreibende Gesellschaft | Beginn | Ende | Geographische Lage          | Anmerkungen / Literatur |
| ------------------------------ | ----------------------------------- | ------------------ | ------------ | ----- | ------------------------ | ------ | ---- | --------------------------- | ----------------------- |
| Schacht an der Langen Weth (1) | vermutlich silberhaltiger Bleiglanz | Gegentaler Gangzug |              |       | Preussag AG Metall       |        |      | 51° 53′ 6″ N, 10° 21′ 32″ O |                         |
| Schacht an der Langen Weth (2) | vermutlich silberhaltiger Bleiglanz | Gegentaler Gangzug |              |       |                          |        |      | 51° 53′ 6″ N, 10° 21′ 33″ O |                         |
| Stollen an der Langen Weth     | vermutlich silberhaltiger Bleiglanz | Gegentaler Gangzug |              |       |                          |        |      | 51° 53′ 8″ N, 10° 21′ 27″ O |                         |

## Landkreis Harz

### Oberharz am Brocken

#### Elbingerode
| Name                     | Abbau von    | Lagerstätte/Revier             | Größte Teufe | Länge | Betreibende Gesellschaft                 | Beginn | Ende | Geographische Lage           | Anmerkungen / Literatur |
| ------------------------ | ------------ | ------------------------------ | ------------ | ----- | ---------------------------------------- | ------ | ---- | ---------------------------- | ----------------------- |
| Grube Braunesumpf        | Eisenerz     | Elbingerode-Hüttenroder Revier |              |       |                                          |        |      |                              |                         |
| Grube Büchenberg         | Eisenerz     | Büchenberg                     |              |       |                                          |        |      |                              |                         |
| Grube Drei Kronen & Ehrt | Schwefelkies | Elbingerode-Hüttenroder Revier | 560 m        |       | VEB Bergbau- und Hüttenkombinat Freiberg | 1530   | 1990 | 51° 45′ 50″ N, 10° 49′ 33″ O |                         |

### Harzgerode

#### Neudorf
| Name                   | Abbau von | Lagerstätte/Revier          | Größte Teufe | Länge   | Betreibende Gesellschaft | Beginn            | Ende               | Geographische Lage | Anmerkungen / Literatur |
| ---------------------- | --------- | --------------------------- | ------------ | ------- | ------------------------ | ----------------- | ------------------ | ------------------ | ----------------------- |
| Glücksstern            |           | Straßberg-Neudorfer Gangzug | ca. 100 m    |         |                          | vor 1692 (& 1915) | nach 1863 (& 1918) |                    |                         |
| tiefer Birnbaumstollen |           | Straßberg-Neudorfer Gangzug | 90 m         | 4.400 m |                          | 1764              | 1903               |                    |                         |

#### Silberhütte
| Name                        | Abbau von | Lagerstätte/Revier | Größte Teufe | Länge | Betreibende Gesellschaft | Beginn   | Ende                 | Geographische Lage | Anmerkungen / Literatur |
| --------------------------- | --------- | ------------------ | ------------ | ----- | ------------------------ | -------- | -------------------- | ------------------ | ----------------------- |
| Fürst Victor Amadeus        | Pb, Ag    | Biwender Gangzug   | 173          |       |                          | 1692     | 1797 (und nach 1860) |                    |                         |
| Grube Castor am Teufelsberg | Fe        | Biwender Gangzug   |              |       |                          | vor 1754 | 1858                 |                    |                         |

#### Straßberg
| Name                       | Abbau von | Lagerstätte/Revier          | Größte Teufe | Länge | Betreibende Gesellschaft | Beginn | Ende | Geographische Lage          | Anmerkungen / Literatur |
| -------------------------- | --------- | --------------------------- | ------------ | ----- | ------------------------ | ------ | ---- | --------------------------- | ----------------------- |
| Grube Glasebach            | Flussspat | Straßberg-Neudorfer Gangzug |              |       |                          |        |      | 51° 36′ 45″ N, 11° 3′ 39″ O |                         |
| Glücksstern                |           | Straßberg-Neudorfer Gangzug |              |       |                          |        |      |                             |                         |
| Frohe Zukunft              |           | Straßberg-Neudorfer Gangzug |              |       |                          |        |      |                             |                         |
| Getreuer Bergmann          |           | Straßberg-Neudorfer Gangzug |              |       |                          | 1712   | 1733 |                             |                         |
| Tiefer- oder Hüttenstollen |           | Straßberg-Neudorfer Gangzug | 50 m         | 750 m |                          |        |      |                             |                         |
| Richtschacht               |           | Straßberg-Neudorfer Gangzug |              |       |                          |        |      |                             |                         |
| Grube Glückauf             |           | Straßberg-Neudorfer Gangzug |              |       |                          | 1712   | 1744 |                             |                         |
| Grube Kreuz                |           | Straßberg-Neudorfer Gangzug |              |       |                          | 1747   | 1758 |                             |                         |
| Grube Maria Anna           |           | Straßberg-Neudorfer Gangzug |              |       |                          |        |      |                             |                         |
| Teufelsgrube               |           | Straßberg-Neudorfer Gangzug |              |       |                          |        |      |                             |                         |

### Thale
| Name         | Abbau von | Lagerstätte/Revier | Größte Teufe | Länge | Betreibende Gesellschaft | Beginn | Ende | Geographische Lage     | Anmerkungen / Literatur |
| ------------ | --------- | ------------------ | ------------ | ----- | ------------------------ | ------ | ---- | ---------------------- | ----------------------- |
| Grube Frieda | Kupfererz |                    |              |       |                          | 1750   | 1850 | 51.70853 N, 10.97662 O |                         |

## Landkreis Mansfeld-Südharz

### Sangerhausen

#### Wettelrode
| Name          | Abbau von      | Lagerstätte/Revier | Größte Teufe | Länge | Betreibende Gesellschaft | Beginn | Ende | Geographische Lage            | Anmerkungen / Literatur |
| ------------- | -------------- | ------------------ | ------------ | ----- | ------------------------ | ------ | ---- | ----------------------------- | ----------------------- |
| Röhrigschacht | Kupferschiefer | Sangerhauser Mulde |              |       |                          |        |      | 51° 31′ 2.7″ N, 11° 16′ 57″ O |                         |

## Landkreis Nordhausen

### Ilfeld
| Name                 | Abbau von  | Lagerstätte/Revier | Größte Teufe | Länge | Betreibende Gesellschaft | Beginn | Ende | Geographische Lage | Anmerkungen / Literatur |
| -------------------- | ---------- | ------------------ | ------------ | ----- | ------------------------ | ------ | ---- | ------------------ | ----------------------- |
| Rabensteiner Stollen | Steinkohle |                    |              |       |                          |        |      |                    |                         |

## Landkreis Göttingen

### Bad Grund
| Name                                                                                             | Abbau von                                        | Lagerstätte/Revier                       | Größte Teufe                 | Länge    | Betreibende Gesellschaft            | Beginn   | Ende                   | Geographische Lage             | Anmerkungen / Literatur                                                                                           |
| ------------------------------------------------------------------------------------------------ | ------------------------------------------------ | ---------------------------------------- | ---------------------------- | -------- | ----------------------------------- | -------- | ---------------------- | ------------------------------ | --- |
| Bähr’sches Suchort                                                                               | vermutlich silberhaltiger Bleiglanz              | Rosenhöfer Gangzug, westlicher Abschnitt |                              |          | Fiskus                              |          | 1830                   | 51° 48′ 51″ N, 10° 17′ 0″ O    | |
| Erzbergwerk Grund                                                                                | silberhaltiger Bleiglanz, Zinkblende, Kupferkies | Silbernaaler Gangzug                     | ca. 900 m                    |          | Preussag AG Metall                  | vor 1564 | 1992                   | 51° 48′ 21″ N, 10° 13′ 30″ O   | |
| Grube 1. Sülps Kappen Aufnahme, Sülzkapper Stollen                                               | silberhaltiger Bleiglanz                         | Laubhütter Gangzug                       |                              |          |                                     |          | 1794                   | 51° 47′ 31″ N, 10° 16′ 24″ O   | |
| Grube Augusta oder Grundnerglück                                                                 | vermutlich silberhaltiger Bleiglanz              | Silbernaaler Gangzug                     |                              |          |                                     |          |                        | 51° 48′ 28″ N, 10° 14′ 41″ O   | |
| Grube Felicitas, Mittlerer Stollen                                                               | vermutlich silberhaltiger Bleiglanz              | Rosenhöfer Gangzug, westlicher Abschnitt |                              |          | Preussag AG Metall                  |          | 1781                   | 51° 48′ 43″ N, 10° 17′ 5″ O    | |
| Grube Felicitas, Oberer Stollen                                                                  | vermutlich silberhaltiger Bleiglanz              | Rosenhöfer Gangzug, westlicher Abschnitt |                              |          | Preussag AG Metall                  |          | 1784                   | 51° 48′ 42″ N, 10° 17′ 15″ O   | |
| Grube Felicitas, Unterer Stollen                                                                 | vermutlich silberhaltiger Bleiglanz              | Rosenhöfer Gangzug, westlicher Abschnitt |                              |          | Preussag AG Metall                  |          | 1781                   | 51° 48′ 43″ N, 10° 16′ 53″ O   | |
| Grube Franziskus, Stollen                                                                        | vermutlich silberhaltiger Bleiglanz              | Laubhütter Gangzug                       |                              |          |                                     |          |                        | 51° 47′ 44″ N, 10° 16′ 19″ O   | |
| Grube Haus Hackelberg (1)                                                                        | vermutlich silberhaltiger Bleiglanz              | Silbernaaler Gangzug                     |                              |          | Fiskus                              |          | 1698                   | 51° 48′ 24″ N, 10° 16′ 46″ O   | |
| Grube Haus Hackelberg (2)                                                                        | vermutlich silberhaltiger Bleiglanz              | Silbernaaler Gangzug                     |                              |          | Fiskus                              |          | 1698                   | 51° 48′ 23″ N, 10° 16′ 52″ O   | |
| Grube Haus Hackelberg, Rösche                                                                    | vermutlich silberhaltiger Bleiglanz              | Silbernaaler Gangzug                     |                              |          | Fiskus                              |          |                        | 51° 48′ 24″ N, 10° 16′ 44″ O   | |
| Grube Haus Heynitz, Stollen (2)                                                                  | vermutlich silberhaltiger Bleiglanz              | Rosenhöfer Gangzug, westlicher Abschnitt |                              |          | Preussag AG Metall                  |          |                        | 51° 48′ 42″ N, 10° 16′ 52″ O   | |
| Grube Hilfe Gottes, Alter Schacht → Erzbergwerk Grund                                            | silberhaltiger Bleiglanz                         | Silbernaaler Gangzug                     |                              |          | Preussag AG Metall                  |          | 1750                   | 51° 48′ 26″ N, 10° 13′ 24″ O   | |
| Grube Hilfe Gottes, Hilfe Gotteser Schacht → Erzbergwerk Grund                                   | silberhaltiger Bleiglanz                         | Silbernaaler Gangzug                     |                              |          | Preussag AG Metall                  |          | 1992                   | 51° 48′ 22″ N, 10° 13′ 28' O   | |
| Grube Hilfe Gottes, Hilfe Gottes und Isaacstanner gemeinschaftlicher Schacht → Erzbergwerk Grund | silberhaltiger Bleiglanz                         | Silbernaaler Gangzug                     |                              |          | Preussag AG Metall                  |          | 1750                   | 51° 48′ 27″ N, 10° 13′ 20″ O   | |
| Grube Hilfe Gottes, Knollen-Wasserlauf → Erzbergwerk Grund                                       |                                                  | Oberharzer Wasserregal                   |                              | 1.050 m  | Preussag AG Metall                  |          |                        | 51° 48′ 11″ N, 10° 13′ 21″ O   | |
| Grube Isaacstanne, Isaacstanner Stollen → Erzbergwerk Grund                                      | silberhaltiger Bleiglanz                         | Silbernaaler Gangzug                     |                              |          | Preussag AG Metall                  |          | 1781                   | 51° 48′ 18″ N, 10° 14′ 6″ O    | |
| Grube Just                                                                                       | vermutlich Spat- und Brauneisenstein             | Rosenhöfer Gangzug / Iberger Revier      |                              |          |                                     |          |                        | 51° 49′ 5″ N, 10° 14′ 13″ O    | |
| Grube Kalteborn-Bülows Glück, Schürfschacht                                                      | vermutlich silberhaltiger Bleiglanz              | Laubhütter Gangzug                       |                              |          |                                     |          | 1831                   | 51° 47′ 43″ N, 10° 15′ 59″ O   | |
| Grube Kalteborn-Bülows Glück, Stollen                                                            | vermutlich silberhaltiger Bleiglanz              | Laubhütter Gangzug                       |                              |          |                                     |          | 1831                   | 51° 47′ 40″ N, 10° 16′ 00″ O   | |
| Grube (König) Georg Carl, Lichtloch                                                              | Spat- und Brauneisenstein                        | Rosenhöfer Gangzug / Iberger Revier      |                              |          |                                     |          |                        | 51° 48′ 54″ N, 10° 14′ 41″ O   | Lichtschacht auf eine Untersuchungsstrecke des Magdeburger Stollens.                                              |
| Grube Königsglück                                                                                | vermutlich Spat- und Brauneisenstein             | Rosenhöfer Gangzug / Iberger Revier      |                              |          |                                     |          |                        | 51° 49′ 7″ N, 10° 14′ 9″ O     | |
| Grube (Lehnschaft) Auerhahn                                                                      | vermutlich silberhaltiger Bleiglanz              | Rosenhöfer Gangzug, westlicher Abschnitt |                              |          | Lehnschaft                          |          |                        | 51° 48′ 41″ N, 10° 16′ 48″ O   | |
| Grube (Lehnschaft) Auerhahn, Stollen                                                             | vermutlich silberhaltiger Bleiglanz              | Rosenhöfer Gangzug, westlicher Abschnitt |                              |          | Lehnschaft                          |          |                        | 51° 48′ 48″ N, 10° 16′ 29″ O   | |
| Grube Löwen                                                                                      | vermutlich silberhaltiger Bleiglanz              | Silbernaaler Gangzug                     |                              |          | Fiskus                              |          |                        | 51° 48′ 27″ N, 10° 16′ 31″ O   | |
| Grube Ludewig, Ludewigschacht                                                                    | Spat- und Brauneisenstein                        | Rosenhöfer Gangzug / Iberger Revier      |                              |          |                                     |          |                        | 51° 48′ 59″ N, 10° 14′ 26″ O   | |
| Grube Neuer Ferdinand                                                                            | Spat- und Brauneisenstein                        | Rosenhöfer Gangzug / Iberger Revier      |                              |          |                                     |          |                        | 51° 48′ 58″ N, 10° 14′ 35″ O   | |
| Grube Pelikan, Verlegtes Pelikaner Ort                                                           | vermutlich silberhaltiger Bleiglanz              | Silbernaaler Gangzug                     | 40 m                         | 420 m    | Preussag AG Metall                  | 1680     | zwischen 1720 und 1834 | 51° 48′ 40″ N, 10° 16′ 51″ O   | |
| Grube Prinz Regent                                                                               | Spat- und Brauneisenstein                        | Rosenhöfer Gangzug / Iberger Revier      | 120 m                        |          |                                     | 1814     | 1827                   | 51° 49′ 1″ N, 10° 14′ 27″ O    | |
| Grube Prinz Regent, Tag- oder Ludewigstollen                                                     | Spat- und Brauneisenstein                        | Rosenhöfer Gangzug / Iberger Revier      |                              | 70 m     |                                     |          |                        | 51° 48′ 59″ N, 10° 14′ 26″ O   | |
| Grube Schieferberg, Schacht                                                                      | vermutlich Spat- und Brauneisenstein             | Rosenhöfer Gangzug / Iberger Revier      |                              |          | Lehnschaft                          |          |                        | 51° 49′ 4″ N, 10° 15′ 12″ O    | |
| Grube Schieferberg, Schieferberg-Stollen                                                         | vermutlich Spat- und Brauneisenstein             | Rosenhöfer Gangzug / Iberger Revier      |                              |          | Lehnschaft                          |          |                        | 51° 49′ 3″ N, 10° 15′ 10″ O    | |
| Grube Sophia – St. Antonius                                                                      | vermutlich Spat- und Brauneisenstein             | Rosenhöfer Gangzug / Iberger Revier      |                              |          |                                     |          |                        | 51° 49′ 10″ N, 10° 14′ 6″ O    | Verlegung der Grube nach dem Hahnenkleer Gangzug bei Hahnenklee.                                                  |
| Grube St. Jacob (Iberg)                                                                          | vermutlich Spat- und Brauneisenstein             | Rosenhöfer Gangzug / Iberger Revier      |                              |          |                                     |          |                        | 51° 48′ 58″ N, 10° 14′ 37″ O   | |
| Grube Tiefer Schacht                                                                             | vermutlich Spat- und Brauneisenstein             | Rosenhöfer Gangzug / Iberger Revier      |                              |          |                                     |          |                        | 51° 49′ 4″ N, 10° 14′ 15″ O    | |
| Grube Weißes Ross                                                                                | vermutlich silberhaltiger Bleiglanz              | Rosenhöfer Gangzug, westlicher Abschnitt |                              |          | Preussag AG Metall                  |          |                        | 51° 48′ 38″ N, 10° 16′ 52″ O   | |
| Grube Wilhelm                                                                                    | vermutlich Spat- und Brauneisenstein             | Rosenhöfer Gangzug / Iberger Revier      |                              |          |                                     |          |                        | 51° 49′ 2″ N, 10° 14′ 21″ O    | |
| Isaacstanner Stollen, 2. Lichtloch → Erzbergwerk Grund                                           | silberhaltiger Bleiglanz                         | Silbernaaler Gangzug                     |                              |          | Preussag AG Metall                  |          |                        | 51° 48′ 18″ N, 10° 14′ 22″ O   | |
| Knesebeck-Schacht, Tagstollen → Erzbergwerk Grund                                                | silberhaltiger Bleiglanz, Zinkblende             | Silbernaaler Gangzug                     | 499 m                        |          | Preussag AG Metall                  |          |                        | 51° 48′ 27″ N, 10° 14′ 31″ O   | |
| (König) Georg Carler Stollen                                                                     | Spat- und Brauneisenstein                        | Rosenhöfer Gangzug / Iberger Revier      |                              | 600 m    |                                     |          |                        | 51° 48′ 46″ N, 10° 14′ 34″ O   | Wasserlösungsstollen.                                                                                             |
| (König) Georg Carler Stollen, Oberes Lichtloch                                                   | Spat- und Brauneisenstein                        | Rosenhöfer Gangzug / Iberger Revier      |                              |          |                                     |          |                        | 51° 48′ 55″ N, 10° 14′ 35″ O   | |
| (König) Georg Carler Stollen, Unteres Lichtloch                                                  | Spat- und Brauneisenstein                        | Rosenhöfer Gangzug / Iberger Revier      |                              |          |                                     |          |                        | 51° 48′ 49″ N, 10° 14′ 33″ O   | |
| Laubhütter Stollen                                                                               | silberhaltiger Bleiglanz                         | Laubhütter Gangzug                       |                              | 1.800 m  |                                     |          | 1770                   | 51° 47′ 51″ N, 10° 14′ 10″ O   | Wasserlösungs- und Untersuchungsstollen, Bauzeit: um 1670, 1689 und 1719                                          |
| Laubhütter Stollen, 1. Lichtloch                                                                 | vermutlich silberhaltiger Bleiglanz              | Laubhütter Gangzug                       |                              |          |                                     |          | 1770                   | 51° 47′ 51″ N, 10° 14′ 13″ O   | |
| Laubhütter Stollen, 2. Lichtloch                                                                 | vermutlich silberhaltiger Bleiglanz              | Laubhütter Gangzug                       |                              |          |                                     |          | 1770                   | 51° 47′ 49″ N, 10° 14′ 29″ O   | |
| Laubhütter Stollen, 3. Lichtloch (Alter Schacht Abraham)                                         | vermutlich silberhaltiger Bleiglanz              | Laubhütter Gangzug                       |                              |          |                                     |          | 1770                   | 51° 47′ 48″ N, 10° 14′ 46″ O   | |
| Laubhütter Stollen, Neues Lichtloch                                                              | vermutlich silberhaltiger Bleiglanz              | Laubhütter Gangzug                       |                              |          |                                     |          | 1770                   | 51° 47′ 49″ N, 10° 15′ 4″ O    | |
| Magdeburger Stollen                                                                              | Spat- und Brauneisenstein                        | Rosenhöfer Gangzug / Iberger Revier      |                              | 2.000 m  | Hörder Bergwerks- und Hütten-Verein | vor 1527 |                        | 51° 48′ 50″ N, 10° 14′ 18″ O   | Wasserlösungs- und Untersuchungsstollen. Dient heute zur Trinkwassergewinnung für die Stadt Bad Grund.            |
| Magdeburger Stollen, Förderschacht                                                               | Spat- und Brauneisenstein                        | Rosenhöfer Gangzug / Iberger Revier      |                              |          |                                     |          |                        | 51° 48′ 57″ N, 10° 14′ 59″ O   | |
| Magdeburger Stollen, Lichtloch                                                                   | Spat- und Brauneisenstein                        | Rosenhöfer Gangzug / Iberger Revier      |                              |          |                                     |          |                        | 51° 48′ 52″ N, 10° 14′ 18″ O   | |
| Magdeburger Stollen, Oberes Lichtloch                                                            | Spat- und Brauneisenstein                        | Rosenhöfer Gangzug / Iberger Revier      |                              |          |                                     |          |                        | 51° 48′ 55″ N, 10° 14′ 21″ O   | |
| Magdeburger Stollen, Gesenk (Bergbau)                                                            | Spat- und Brauneisenstein                        | Rosenhöfer Gangzug / Iberger Revier      |                              |          |                                     |          |                        | 51° 48′ 59″ N, 10° 14′ 55″ O   | |
| Müllers Ort (Versuchsbau)                                                                        | vermutlich silberhaltiger Bleiglanz              | Silbernaaler Gangzug                     |                              |          |                                     |          |                        | 51° 48′ 24″ N, 10° 16′ 42″ O   | |
| Oberer Eichelberger Wasserlauf                                                                   |                                                  | Oberharzer Wasserregal                   |                              | 1.110 m  | Preussag AG Metall                  | 1889     | noch aktiv (aktiv)     | 51° 48′ 24″ N, 10° 14′ 32″ O   | |
| (Oberer) Eisenstein-Stollen                                                                      | vermutlich Spat- und Brauneisenstein             | Rosenhöfer Gangzug / Iberger Revier      |                              | 650 m    |                                     |          |                        | 51° 48′ 58″ N, 10° 15′ 2″ O    | Wasserlösungsstollen.                                                                                             |
| Pinge (1)                                                                                        | vermutlich silberhaltiger Bleiglanz              | Silbernaaler Gangzug                     |                              |          | Preussag AG Metall                  |          |                        | 51° 48′ 18″ N, 10° 14′ 18″ O   | |
| Schacht 4. Lichtloch Tiefer Georg-Stollen → Erzbergwerk Grund                                    | silberhaltiger Bleiglanz, Zinkblende             | Silbernaaler Gangzug                     | 498 m                        |          | Preussag AG Metall                  |          | 1992                   | 51° 48′ 21″ N, 10° 15′ 35″ O   | 1993 verfüllt. |
| Schulte-Stollen (1)                                                                              |                                                  | Oberharzer Wasserregal                   |                              | 1.220 m  | Preussag AG Metall                  | 1838     | noch aktiv (2011)      | 51° 48′ 28″ N, 10° 15′ 48″ O   | |
| Schulte-Stollen (2) oder Pelikaner Ort                                                           | vermutlich silberhaltiger Bleiglanz              | Silbernaaler Gangzug                     |                              |          | Preussag AG Metall                  | 1834     | noch aktiv (2011)      | 51° 48′ 33″ N, 10° 16′ 0´49″ O | Begonnen als Suchstollen der Grube Pelikan, später Wasserlauf zur Betriebwasserversorgung der Bad Grunder Gruben. |
| Schurfschacht                                                                                    | vermutlich Spat- und Brauneisenstein             | Rosenhöfer Gangzug / Iberger Revier      |                              |          |                                     |          |                        | 51° 48′ 51″ N, 10° 14′ 34″ O   | |
| Schurfschacht (Versuchsbau)                                                                      | vermutlich silberhaltiger Bleiglanz              | Silbernaaler Gangzug                     |                              |          |                                     |          |                        | 51° 48′ 24″ N, 10° 16′ 41″ O   | |
| Spateisenpinge                                                                                   | vermutlich Siderit                               | Laubhütter Gangzug                       |                              |          |                                     |          |                        | 51° 47′ 41″ N, 10° 15′ 23″ O   | |
| Stollen auf einem Gang                                                                           | vermutlich silberhaltiger Bleiglanz              | Silbernaaler Gangzug                     |                              |          | Preussag AG Metall                  |          | 1834                   | 51° 48′ 32″ N, 10° 16′ 56″ O   | |
| Suchort                                                                                          | vermutlich Spat- und Brauneisenstein             | Rosenhöfer Gangzug / Iberger Revier      |                              |          |                                     |          |                        | 51° 48′ 50″ N, 10° 14′ 57″ O   | |
| Suchstollen                                                                                      | vermutlich Spat- und Brauneisenstein             | Rosenhöfer Gangzug / Iberger Revier      |                              |          |                                     |          |                        | 51° 48′ 56″ N, 10° 15′ 5″ O    | |
| Tiefer Georg-Stollen                                                                             | silberhaltiger Bleiglanz, Zinkblende             | Silbernaaler Gangzug                     | 286 m (Grube Prophet Samuel) | 25.900 m |                                     |          | 1930                   | 51° 48′ 17″ N, 10° 14′ 7″ O    | Wasserlösungsstollen, Bauzeit: 1777 bis 1799.                                                                     |
| Tiefer Georg-Stollen, 3. Lichtschacht                                                            | silberhaltiger Bleiglanz                         | Silbernaaler Gangzug                     |                              |          | Preussag AG Metall                  |          |                        | 51° 48′ 26″ N, 10° 16′ 35″ O   | |
| Tiefer Georg-Stollen, 3. Lichtschacht, Rösche                                                    | silberhaltiger Bleiglanz                         | Silbernaaler Gangzug                     |                              |          | Preussag AG Metall                  |          |                        | 51° 48′ 26″ N, 10° 16′ 38″ O   | |
| Unterer Eichelberger Wasserlauf (1)                                                              |                                                  | Oberharzer Wasserregal                   |                              | 230 m    | Preussag AG Metall                  | 1855     | noch aktiv (2011)      | 51° 48′ 24″ N, 10° 14′ 30″ O   | |
| Unterer Eichelberger Wasserlauf (2)                                                              |                                                  | Oberharzer Wasserregal                   |                              | 230 m    | Preussag AG Metall                  | 1855     | noch aktiv (2011)      | 51° 48′ 18″ N, 10° 14′ 26″ O   | |
| Versuchsstollen auf dem Laubhütter Gang                                                          | vermutlich silberhaltiger Bleiglanz              | Laubhütter Gangzug                       |                              |          |                                     |          | 1800                   | 51° 47′ 55″ N, 10° 13′ 34″ O   | |

### Herzberg am Harz

#### Sieber
| Name         | Abbau von  | Lagerstätte/Revier | Größte Teufe | Länge | Betreibende Gesellschaft | Beginn | Ende | Geographische Lage | Anmerkungen / Literatur |
| ------------ | ---------- | ------------------ | ------------ | ----- | ------------------------ | ------ | ---- | ------------------ | ----------------------- |
| Grube Aurora | Schwerspat |                    |              |       |                          | 1900   | 1922 |                    | [ 12 ]                  |

### Osterode am Harz

#### Riefensbeek-Kamschlacken
| Name                                                                                  | Abbau von | Lagerstätte/Revier | Größte Teufe | Länge | Betreibende Gesellschaft | Beginn | Ende | Geographische Lage           | Anmerkungen / Literatur |
| ------------------------------------------------------------------------------------- | --------- | ------------------ | ------------ | ----- | ------------------------ | ------ | ---- | ---------------------------- | ----------------------- |
| Bergwerk im Wolfsthal, Stollen                                                        |           |                    |              |       |                          |        | 1686 | 51° 45′ 20″ N, 10° 25′ 24″ O |                         |
| Grube Adam, Altes Lichtloch                                                           |           |                    |              |       |                          |        |      | 51° 46′ 24″ N, 10° 22′ 4″ O  |                         |
| Grube Adam, Alter Schacht                                                             |           |                    |              |       |                          |        |      | 51° 46′ 25″ N, 10° 22′ 0″ O  |                         |
| Grube Adam, Stollen                                                                   |           |                    |              |       |                          |        |      | 51° 46′ 22″ N, 10° 22′ 5″ O  |                         |
| Grube Catharina Glück, Catharinen-Glück-Stollen                                       |           |                    |              |       |                          | 1733   | 1738 | 51° 46′ 17″ N, 10° 22′ 18″ O |                         |
| Grube Charlotte (Kamschlacken)                                                        |           |                    |              |       |                          |        |      | 51° 47′ 6″ N, 10° 22′ 43″ O  |                         |
| Grube Charlotte (Kamschlacken), Rösche                                                |           |                    |              |       |                          |        | 1847 | 51° 47′ 6″ N, 10° 22′ 46″ O  |                         |
| Grube Cron Calenberg (Kamschlacken)                                                   |           |                    |              |       |                          |        |      | 51° 47′ 9″ N, 10° 22′ 34″ O  |                         |
| Grube Cron Calenberg (Kamschlacken), Cron-Calenberg-Stollen                           |           |                    |              |       |                          |        |      | 51° 47′ 8″ N, 10° 22′ 38″ O  |                         |
| Grube Cron Calenberg (Kamschlacken), Erster Kronkahlenberger Stollen oder Versuchsort |           |                    |              |       |                          |        |      | 51° 46′ 45″ N, 10° 22′ 38″ O |                         |
| Grube Melusina am Grünenberg unter dem Kehrzug, Melusine-Stollen                      |           |                    |              |       |                          |        | 1748 | 51° 46′ 33″ N, 10° 22′ 33″ O |                         |
| Grube Mühlhansglück / Güldener Stern, Alter Stollen (Untersuchung)                    |           |                    | Lehnschaft   |       |                          |        | 1917 | 51° 46′ 14″ N, 10° 26′ 10″ O |                         |
| Grube Mühlhansglück, Mundloch, Zugang zum Gesenk                                      |           |                    |              |       |                          |        | 1920 | 51° 46′ 12″ N, 10° 25′ 37″ O |                         |
| Grube Mühlhansglück, Stollen                                                          |           |                    |              |       |                          |        | 1920 | 51° 46′ 11″ N, 10° 25′ 36″ O |                         |
| Grube Mühlhansglück, Unterer Stollen                                                  |           |                    |              |       |                          |        |      | 51° 46′ 00″ N, 10° 25′ 48″ O |                         |
| Grube (Neue) Sarepta oder Albertine-Wilhelmine, Lichtloch                             |           |                    |              |       |                          | 1728   | 1753 | 51° 46′ 15″ N, 10° 22′ 43″ O |                         |
| Grube (Neue) Sarepta oder Albertine-Wilhelmine, Stollen                               |           |                    |              |       |                          | 1728   | 1753 | 51° 46′ 12″ N, 10° 22′ 52″ O |                         |
| Grube Weinberg, Oberer Stollen                                                        |           |                    |              |       |                          |        | 1788 | 51° 46′ 52″ N, 10° 22′ 51″ O |                         |
| Grube Weinberg, Unterer Stollen                                                       |           |                    |              |       |                          |        | 1788 | 51° 46′ 45″ N, 10° 22′ 47″ O |                         |
| Grube Weißer Schwan (Kamschlacken), Oberer Stollen                                    |           |                    |              |       |                          |        | 1816 | 51° 47′ 8″ N, 10° 22′ 55″ O  |                         |
| Grube Weißer Schwan (Kamschlacken), Tiefer Stollen                                    |           |                    |              |       |                          |        | 1816 | 51° 47′ 5″ N, 10° 22′ 54″ O  |                         |
| Namenloser Stollen (1)                                                                |           |                    |              |       |                          |        |      | 51° 47′ 2″ N, 10° 22′ 41″ O  |                         |
| Namenloser Stollen (2)                                                                |           |                    |              |       |                          |        |      | 51° 46′ 57″ N, 10° 22′ 44″ O |                         |
| Versuchsbau, Alter Stollen (1)                                                        |           |                    |              |       |                          |        |      | 51° 46′ 22″ N, 10° 22′ 42″ O |                         |
| Versuchsbau, Alter Stollen (2)                                                        |           |                    |              |       |                          |        |      | 51° 46′ 21″ N, 10° 22′ 48″ O |                         |
| Versuchsstollen                                                                       |           |                    |              |       |                          |        |      | 51° 47′ 6″ N, 10° 22′ 51″ O  |                         |

## Nutzung dieser Liste offline
Zur mobilen und offline Nutzung können alle Koordinaten als KML-Datei, bzw. als GPX-Datei heruntergeladen werden.